# Metropolitano de São Paulo
Metrô de São Paulo ou Metropolitano de São Paulo, conhecido popularmente como Metrô, é um sistema de transporte metroviário que serve a cidade de São Paulo, no Brasil. O Metrô de São Paulo é operado pela Companhia do Metropolitano de São Paulo, sociedade de economia mista do estado de São Paulo. Fundada em 24 de abril de 1968, a empresa é responsável pelo planejamento, projeto, construção e operação do sistema de transporte metroviário na Região Metropolitana de São Paulo. Tendo a maior parte de seu controle acionário associada ao governo do estado, é subordinada à Secretaria dos Transportes Metropolitanos do Estado de São Paulo. Integra também a Rede Metropolitana de Transporte de São Paulo. O Grupo CCR (por meio das concessionárias ViaQuatro e ViaMobilidade) opera, respectivamente, as linhas 4–Amarela e 5–Lilás do sistema.
O metrô paulista está em operação desde 14 de setembro de 1974. É o terceiro sistema de transporte ferroviário urbano mais extenso do Brasil, com 104,4 quilômetros de linhas ferroviárias distribuídas em seis linhas, que possuem um total de 91 estações (63 operadas totalmente pelo Metrô, 11 operadas totalmente pela ViaQuatro, 17 operadas totalmente pela ViaMobilidade, duas estações operadas pelo Metrô e pela ViaQuatro: Luz e República e duas estações operadas pelo Metrô e pela ViaMobilidade: Santa Cruz e Chácara Klabin).
Compõem o sistema as linhas: 1–Azul (Jabaquara↔Tucuruvi), 2–Verde (Vila Madalena↔Vila Prudente), 3–Vermelha (Corinthians • Itaquera↔Palmeiras • Barra Funda), 4–Amarela (Luz↔Vila Sônia), 5–Lilás (Capão Redondo↔Chácara Klabin) e 15–Prata (Vila Prudente↔Jardim Colonial). Possui interligação com o sistema de trens urbanos, através de integração com linhas da Companhia Paulista de Trens Metropolitanos (CPTM) nas estações Brás, Tatuapé, Palmeiras–Barra Funda, Luz, Corinthians–Itaquera, Santo Amaro, Tamanduateí e Pinheiros, e em outros terminais de transporte intermodal na cidade de São Paulo. Com uma média de 4 milhões de passageiros transportados em dias úteis, é o mais movimentado sistema de transporte metroferroviário brasileiro.
Em 2010, o Metrô de São Paulo foi considerado o melhor sistema de transporte sobre trilhos da América Latina pelo The Metro Awards, sendo o primeiro da região em ter uma estação equipada com portas de plataforma (2010), sistema CBTC para sinalização e controle de trens (2010) e trens com tecnologia 100% automática e sem condutores (2010). Em agosto de 2015, foi eleito um dos melhores sistemas de metrô do mundo pela revista americana Business Insider, sendo o único sistema latino-americano a pertencer a essa lista. Considerado um dos sistemas de metrô mais modernos da América Latina, é também o que mais passageiros transporta no continente, com 1,256 bilhão de embarques ao longo de 2024.

## História

### Antecedentes

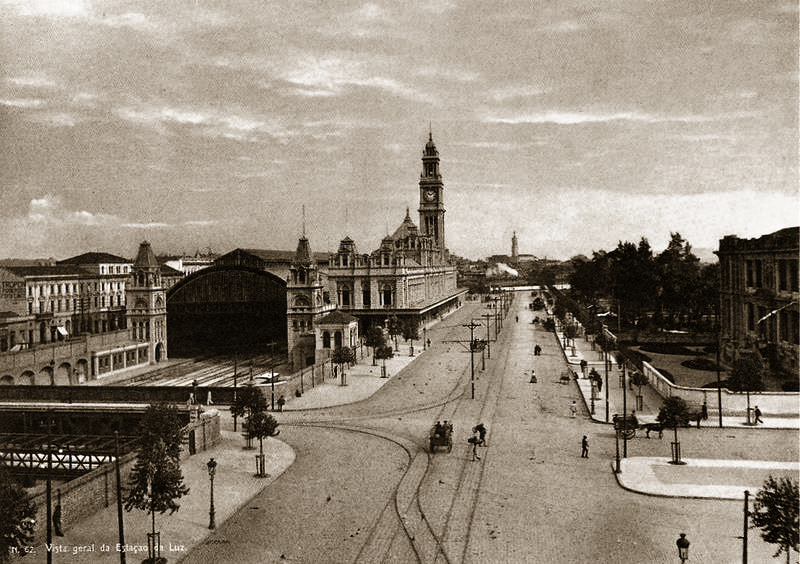
Fotografia da Estação da Luz em 1900, feita por Guilherme Gaensly

Com o crescimento da cidade de São Paulo, a questão do transporte se tornou cada vez mais importante. Os meios de transporte existentes até a metade do século XIX (como os carros de bois, carruagens, tílburis etc.) deixavam a desejar e impediam a expansão da cidade. O primeiro meio de transporte moderno a chegar a São Paulo foi a ferrovia, em 1867, que atravessou a cidade em algumas de suas regiões, iniciando a ligação da região central a áreas até então distantes e inóspitas da cidade. No entanto, os serviços de trens suburbanos somente chegariam na década de 1920. Com isso, outro meio de transporte seria implantado em São Paulo: o bonde, inaugurado em 1872, que permitiu a expansão da cidade, ao garantir uma ligação rápida (para os padrões da época) entre o centro e os novos loteamentos que eram criados nas regiões periféricas. Porém, o bonde não conseguiria atender a demanda de transportes da cidade por muito tempo. Assim, as primeiras discussões sobre a implantação de um metrô surgiriam em 1888, quando o engenheiro alemão Alberto Kuhlmann conseguiu uma concessão de cinquenta anos para explorar uma linha férrea elevada ligando os Largos do Rosário e do Paiçandu. No entanto, Kuhlmann não conseguiria concluir a obra no prazo estipulado em seu contrato, posteriormente cancelado. O material utilizado para a construção dessa linha férrea seria utilizado para a construção do Viaduto do Chá.
Em 1898, outro projeto sugeria uma linha circular em superfície que ligaria as ferrovias existentes aos principais pontos do centro. Em 1906, outro projeto surgiu. O Dr. Felipe Antonio Gonçalves requereu autorização do prefeito Antônio da Silva Prado para a construção de uma estrada de ferro circular na região central de São Paulo. O prefeito concedeu uma licença, por meio da lei 880, de 9 de março de 1906. Essa licença seria prorrogada por diversas vezes até 1909. Nesse ano, foi promulgada a Lei 1 268, de 1.º de dezembro, que prorrogava por trinta anos a concessão de Felipe Antonio Gonçalves e autorizava (segundo seu terceiro artigo, "licença para utilizar-se do subsolo de Município, para os efeitos da sua concessão"). Por pressões da câmara municipal (que achava a obra cara demais) e da Light (que temia a concorrência do futuro metrô para seu sistema de bondes), o projeto não foi adiante.

### Projetos

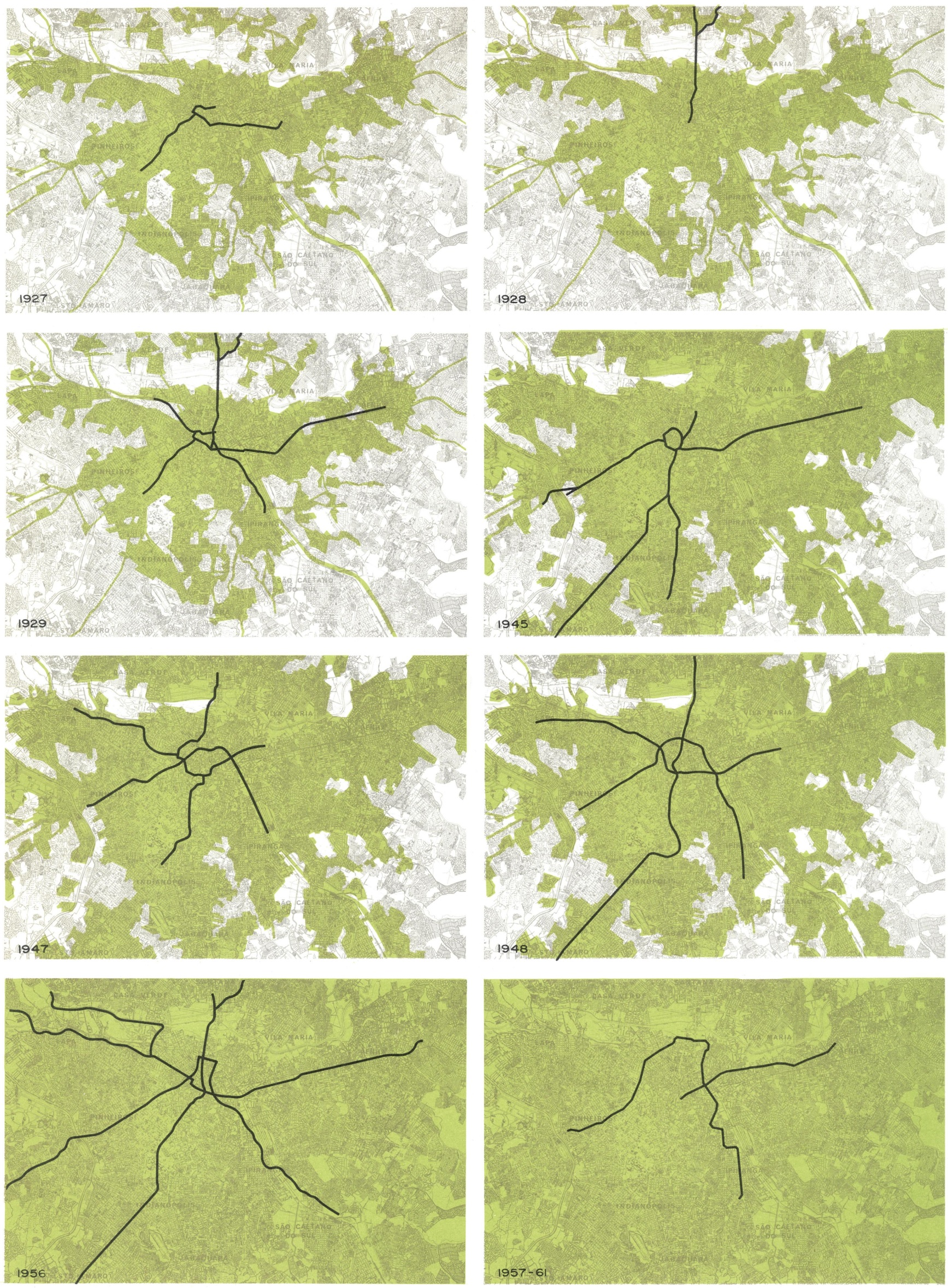
Projetos de redes de metrô apresentados entre 1927 e 1961

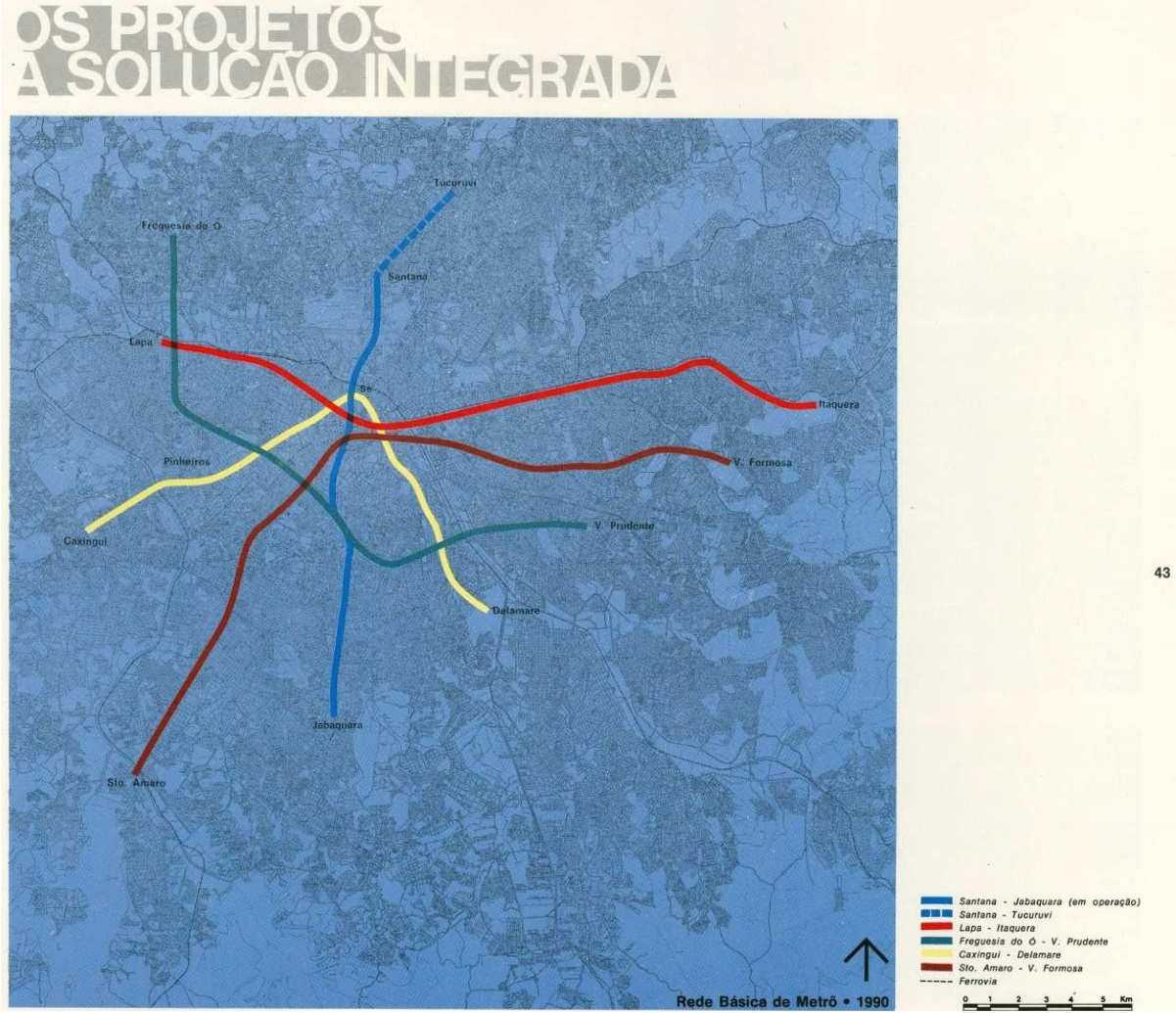
Projeto da Rede básica do metrô para 1990, elaborado em 1975

Somente em 1927 a cidade voltaria a discutir a implantação do metrô. O engenheiro Norman Wilson, da Light, apresentou ao então prefeito da cidade, José Pires do Rio, um plano de transportes para reorganizar o sistema de bondes e um projeto para a implantação de um sistema de metrô. A ideia foi rejeitada pela prefeitura, tendo a empresa se desinteressado pela gestão do sistema de transporte da cidade e abandonado o sistema de bondes alguns anos depois.
Na década de 1940, surgiram alguns projetos. O projeto do prefeito Prestes Maia (primeiro projeto elaborado pelo governo) idealizou uma rede semelhante ao anel viário proposto por Mario Lopes Leão, utilizando-se dos viadutos Dona Paulina (inaugurado em 1948) e Jacareí. O projeto, no entanto, foi abandonado. Mário Lopes Leão apresentou ao Instituto de Engenharia de São Paulo uma monografia intitulada O Metropolitano em São Paulo, que propunha um sistema de metropolitano de cerca de 24 quilômetros de extensão, composto por linhas radiais partindo do centro, ligadas entre si por um anel metroviário na região central de São Paulo. Uma delas deveria incluir o Bonde de Santo Amaro, que seria convertido em metrô. Apesar de ter sido encomendado pela prefeitura, o projeto foi rejeitado novamente. Já um projeto do engenheiro Antônio Carlos Cardoso consistia em converter a Estrada de Ferro da Cantareira (que fora adquirida pela Estrada de Ferro Sorocabana em 1942) em metrô — aproveitando-se do fato de a estrada passar por reformas promovidas pelo governo do estado nessa época — além da extensão dessa ferrovia de forma subterrânea até a Praça da República. Esse projeto também foi rejeitado. Em 1948, mais dois projetos foram rejeitados, um encomendado à Companhia Geral de Engenharia e outro do Régie Autonome des Transports Parisiens, de Paris.
O engenheiro estadunidense Robert Moses propôs uma rede de metrô sobre as avenidas recém-construídas na administração Prestes Maia, mas seu projeto não foi levado a sério. Nos mandatos dos prefeitos Armando de Arruda Pereira e Vladimir Toledo Piza houve avanços na concepção do metrô, com a criação da Comissão do Metropolitano, coordenada pelo agora ex-prefeito Prestes Maia. Essa comissão propôs um projeto de uma rede radial de cem quilômetros de extensão, composta inicialmente por seis linhas, mais tarde reduzidas para três: Santana-Santo Amaro, Penha-Lapa e uma terceira ligando a Avenida do Estado à Estrada de Itapecerica. Esse projeto tornou-se base para os projetos seguintes da rede de metrô. Na gestão de Toledo Piza, ocorreu a primeira concorrência internacional do Anteprojeto de um Sistema de Transporte Rápido Metropolitano, vencida pela construtora alemã Alweg. Em 1957, Ademar de Barros foi eleito prefeito. Por não conseguir financiamento do BNDES para a linha Penha-Lapa, Ademar cancelou a concorrência de seu antecessor e substituiu o projeto da comissão por um novo, de uma linha de cerca de quinhentos metros entre as praças João Mendes e da República. Após a abertura de nova concorrência, o projeto tornou-se motivo de piada da imprensa, sendo apelidado de "centimetrô" e "milimetrô" (após uma revisão no projeto em 1959, que diminuiu o projeto para cerca de 140 metros de extensão). Após essa polêmica, a concorrência foi cancelada.

### Construção

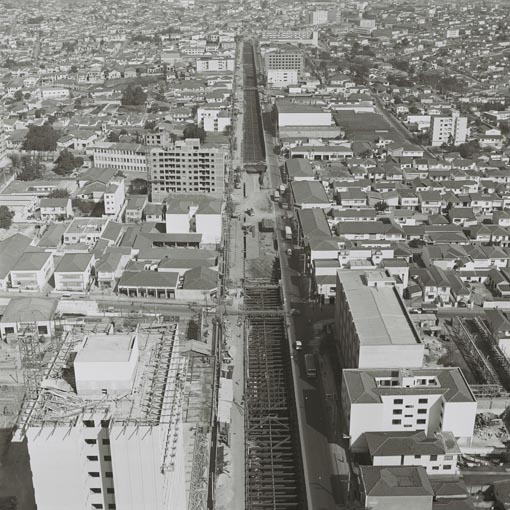
Obras da estação Saúde na Avenida Jabaquara, ao centro, o trecho entre as ruas Pereira Stéfano e a avenida Miguel Estéfano, 1970

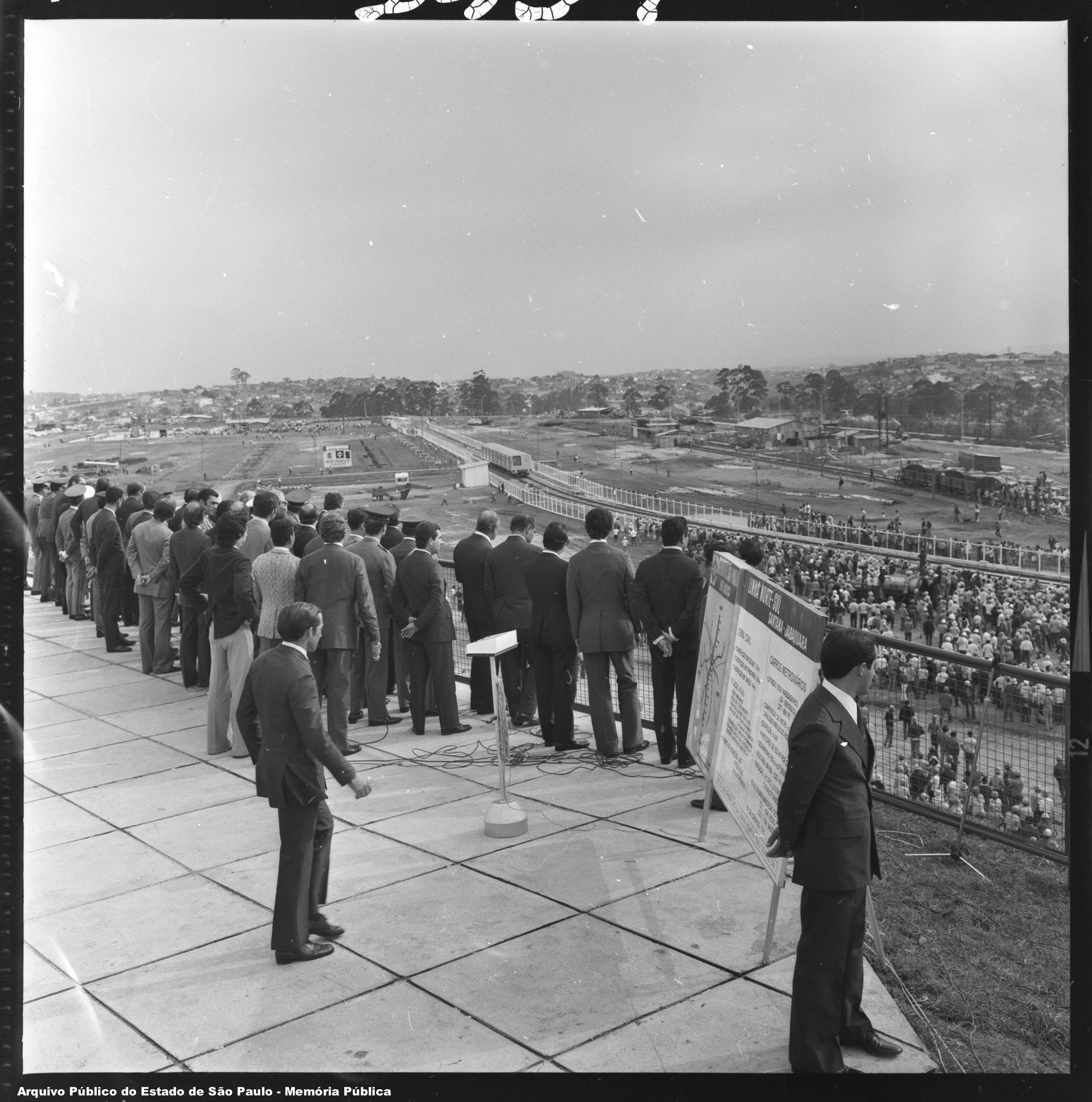
Primeiro teste do metrô de São Paulo, realizado em 6 de setembro de 1972
Arquivo Público do Estado de São Paulo

No início dos anos 1960, Prestes Maia voltou à prefeitura e Ademar de Barros, ao governo do estado, e criaram, em 13 de fevereiro de 1963, as comissões estadual e municipal para os estudos de criação do Metrô. Ademar destinou então quatro milhões de cruzeiros para o Metrô. Com a instauração do regime militar, em 1964, o projeto do metrô de São Paulo teve de esperar o ano seguinte para ser retomado. O Brigadeiro Faria Lima assumiu a prefeitura da cidade em 1965 e tornou o projeto do metrô a meta de sua gestão. Em 31 de agosto de 1966, foi formado o Grupo Executivo do Metropolitano (GEM), que tinha como objetivo organizar nova concorrência internacional para um estudo de viabilidade econômico-financeira. Ao mesmo tempo, a câmara municipal aprovou a lei número 6 988, em 26 de dezembro de 1966, autorizando a criação da Companhia do Metropolitano de São Paulo. No ano seguinte, a concorrência internacional foi vencida pelo consórcio HMD (formado pelas empresas alemãs Hochtief e DeConsult e pela brasileira Montreal, que tinha entre seus acionistas o brigadeiro Eduardo Gomes), que iniciou estudos geológicos e sociais, projetando uma rede básica de setenta quilômetros, dividida em quatro linhas: Norte–Sul (Santana ↔ Jabaquara), Nordeste–Noroeste (Casa Verde ↔ Vila Maria), Sudeste–Sudoeste (Jóquei Club ↔ Via Anchieta) e Paulista (Vila Madalena ↔ Paraíso); e mais dois ramais: Moema (Paraíso ↔ Moema) e Mooca (Pedro II ↔ Vila Bertioga). Essa rede tinha a previsão de estar pronta em 1978. No ano de 1968, enquanto o projeto do metrô avançava, o sistema de bondes de São Paulo, após anos de decadência, foi desativado no dia 27 de março. Em 24 de abril, foi criada pela prefeitura a Companhia do Metropolitano de São Paulo, que iniciaria as obras da linha Norte–Sul (Jabaquara ↔ Santana) em 14 de dezembro do mesmo ano. Porém, por seu alto custo, logo a Companhia do Metrô foi assumida pelo governo estadual em 1979, embora a prefeitura de São Paulo ainda possua ações.
A primeira viagem de trem foi realizada em 1972, entre as estações Jabaquara e Saúde. Em 14 de setembro de 1974, o trecho Jabaquara ↔ Vila Mariana começou a operar comercialmente e, em 1975, o projeto da Linha Norte–Sul foi concluído, ligando o Jabaquara a Santana, hoje denominada Linha 1–Azul. Depois, em 1979, começou a operar o primeiro trecho (Sé ↔ Brás) da Linha Leste–Oeste — hoje denominada Linha 3–Vermelha, concluída em 1988. No ano de 1991, foi concluído o primeiro trecho da Linha 2–Verde: Paraíso ↔ Consolação. Em 1998, após algumas extensões, a linha operava entre Ana Rosa e Vila Madalena, a maior extensão no trecho oeste da linha até o momento. Também naquele ano foi concluída a extensão norte da Linha 1 até o Tucuruvi, o que concluiu a linha, segundo os planos estabelecidos na época. Em 2002, foi inaugurado o trecho inicial da Linha 5–Lilás, predominantemente elevado, operando no trecho Largo Treze ↔ Capão Redondo.

### Século XXI

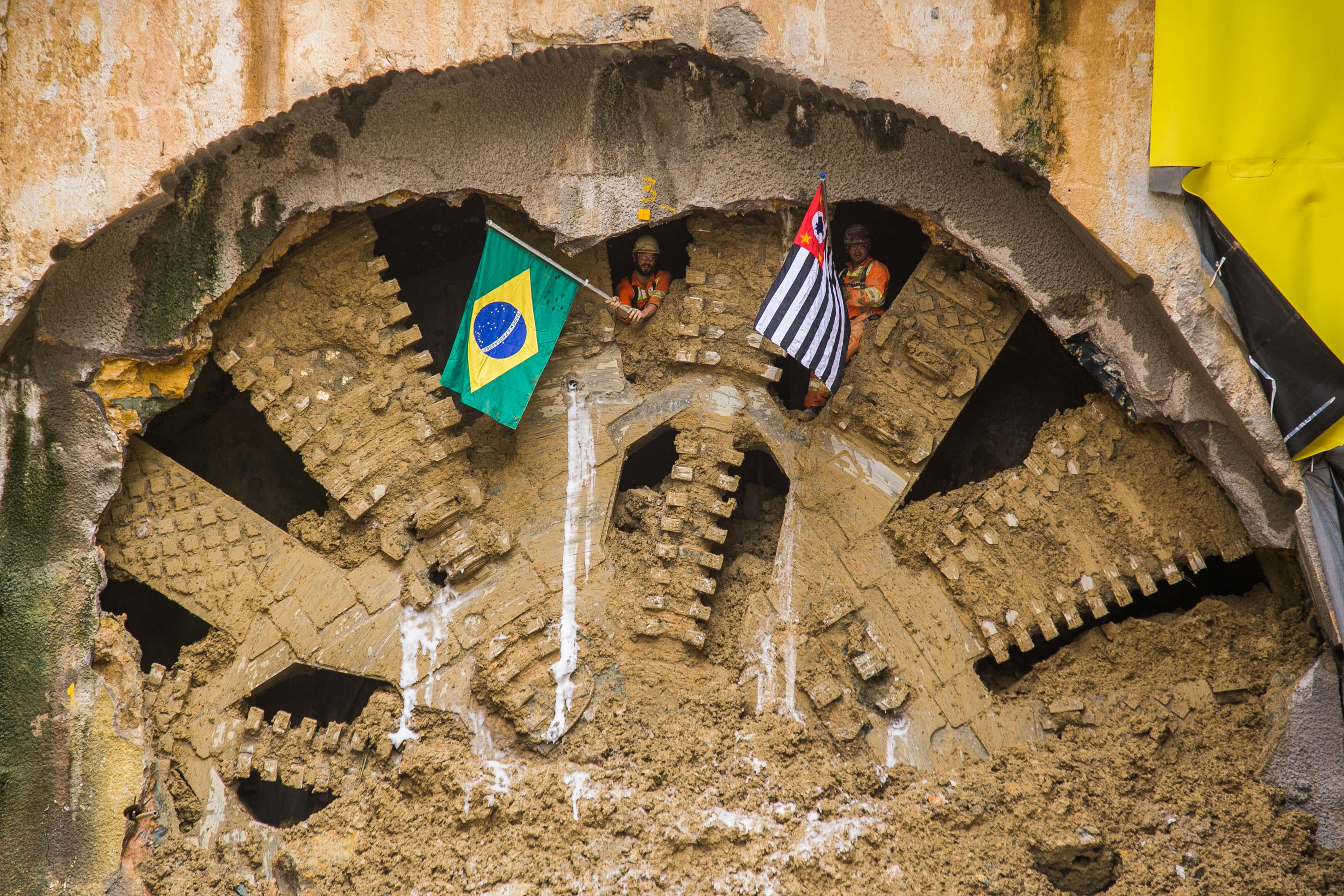
Tatuzão chegando à atual estação AACD-Servidor da Linha 5-Lilás

Na década de 2000, a Linha 2 foi expandida gradualmente para o leste, tendo chegado à Estação Alto do Ipiranga em 2007, à Estação Sacomã em 30 de janeiro de 2010 e à Terminal Intermodal Vila Prudente em 21 de agosto do mesmo ano. Em 21 de setembro de 2010, foi adicionada à linha a Estação Tamanduateí. No dia 25 de maio, a Linha 4–Amarela havia sido inaugurada, embora ainda incompleta, com o início da operação de duas estações: Faria Lima ↔ Paulista. Ao longo do ano seguinte, foram inauguradas as estações Butantã e Pinheiros, além das integrações nas estações República e Luz, ampliando a Linha 4. A inauguração da primeira estação da extensão da Linha 5 na direção nordeste foi prevista para 2012, mas só aconteceria em fevereiro de 2014, com a abertura da Estação Adolfo Pinheiro.
Em abril de 2012, o governo estadual anunciou a contratação de uma consultoria para a implantação de três novas linhas na rede. Os estudos seriam feitos para as linhas 6–Laranja (da Estação São Joaquim à Estação Brasilândia e, em sua segunda fase, da Estação Cidade Líder à Estação São Joaquim e da Estação Bandeirantes à Estação Brasilândia), 18–Bronze (entre a Estação Tamanduateí e a Estação Estrada do Alvarenga, em São Bernardo do Campo) e 20 (ligando a Estação Lapa da CPTM à futura Estação Rudge Ramos, em São Bernardo do Campo).
Em abril de 2019, a expansão da Linha 5-Lilás rumo à Chácara Klabin foi concluída, ligando-a às linhas 1 e 2 e aumentando sensivelmente seu movimento. Também nesse ano, o projeto da Linha 18-Bronze foi cancelado pelo Governo do Estado, sendo substituído por um futuro corredor expresso de ônibus, modelo BRT.
Em 12 de outubro de 2023, um protesto de funcionários da empresa levou a paralisação das Linhas 1-Azul, 3-Vermelha e 15-Prata. A Linha 2-Verde continuou operando com velocidade reduzida e as Linhas 4-Amarela e 5-Lilás continuaram operando normalmente.

## Sistema

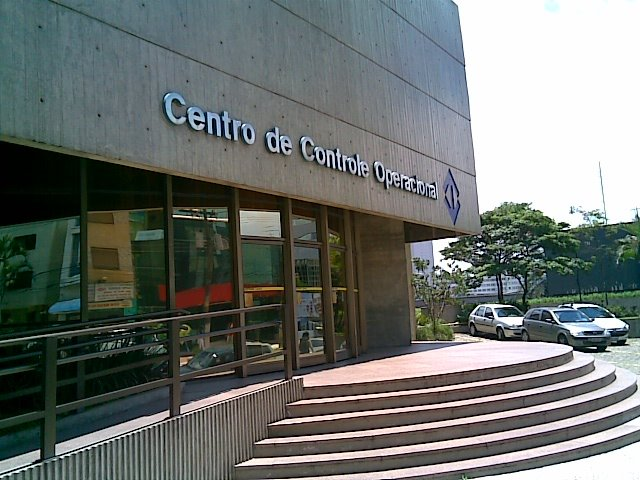
Centro de Controle Operacional do metrô, onde é feito o monitoramento das Linhas 1–Azul, 2–Verde e 3–Vermelha, além do monitoramento parcial da Linha 5–Lilás

Considerado um dos mais modernos e limpos do mundo, o Metrô de São Paulo ocupa a 12.ª posição em número de passageiros transportados por ano, com 1,1 bilhão (marca atingida em 2017). Seu recorde foi de 4,170 milhões de passageiros em um único dia, em 14 de novembro de 2013.
O intervalo entre trens (headway) do Metrô, atualmente de 99 segundos, é o terceiro menor do mundo. O sistema de trens de passageiros da Região Metropolitana de São Paulo atingiu a marca de 7,8 milhões de pessoas transportadas por dia. Segundo a Agência Nacional de Transportes Terrestres (ANTT), 75% de todas as pessoas que utilizam trens e metrôs em todo o Brasil são transportadas pelo sistema metroferroviário paulista. O sistema de transporte ferroviário de São Paulo é certificado pelas ISO 9001, ISO 14001 e OHSAS 18001.

### Integrações
A rede do Metrô está totalmente integrada às linhas da Companhia Paulista de Trens Metropolitanos (CPTM). O sistema está integrado à Companhia Paulista de Trens Metropolitanos nas estações Brás, Palmeiras-Barra Funda, Tatuapé, Corinthians-Itaquera, Luz, Santo Amaro, Tamanduateí e Pinheiros. Integra-se ainda com Terminais Rodoviários nas estações Jabaquara, Portuguesa-Tietê e Palmeiras-Barra Funda. São cerca de 370 quilômetros de malha ferroviária com uma única tarifa.
| Movimento anual de passageiros (em milhões)                  |
|                                                              |
| Fontes: Metrô-SP - a Apenas Entradas (exclui transferências) |

Há também integração com os ônibus municipais de São Paulo (por bilhetagem eletrônica), sob responsabilidade da SPTrans, através do Bilhete Único. Com a integração, é possível realizar viagem de ônibus da SPTrans e trem com uma tarifa reduzida. Juntos, o Metrô, a CPTM, a SPTrans e a EMTU-SP constituem o Sistema de Transportes da Grande São Paulo e possuem um papel fundamental na mobilidade urbana dos cidadãos da região metropolitana mais populosa do Brasil. Os passageiros oriundos da Região Metropolitana de São Paulo que utilizam o Cartão BOM podem também utilizá-lo nas estações de metrô e trem, obtendo redução na tarifa ao fazê-lo. Em 2017, o Metrô de São Paulo e os sistemas da CPTM levaram juntos 7,8 milhões de pessoas por dia.

### Linhas em operação
O sistema é composto por seis linhas em código de cores: Linha 1–Azul, Linha 2–Verde, Linha 3–Vermelha, Linha 4–Amarela, Linha 5–Lilás e Linha 15–Prata. Tem quatro linhas gerenciadas pela Companhia do Metropolitano de São Paulo e duas operadas e mantidas pelo Grupo CCR por meio das concessionárias ViaQuatro (Linha 4, por meio de um contrato de concessão por trinta anos) e ViaMobilidade (Linha 5, concedida por um período de vinte anos, prorrogável por mais dez).
A primeira linha, Norte–Sul, mais tarde rebatizada de "Linha Azul" ou "Linha 1–Azul", foi inaugurada em 18 de setembro de 1972, com uma operação experimental entre as estações Saúde e Jabaquara. As operações comerciais começaram em 14 de setembro de 1974, após um período de oito anos, que começou em 1966, sob administração do prefeito José Vicente Faria Lima. A expansão do sistema, realizada desde sua abertura, baseou-se na construção de novas linhas e na ampliação das existentes. Em 1979, foi inaugurada a segunda linha, Leste–Oeste (renomeada posteriormente para 3–Vermelha). Doze anos depois, em 1991, foi aberta a terceira, 2–Verde. Em 2002, inaugurou-se a quarta, 5–Lilás. A partir do final de 2004, a construção começou com 12,8 quilômetros de linha (Linha 4–Amarela), com onze estações, destinadas a transportar quase um milhão de pessoas por dia, que seria inaugurada em 2010. No mesmo ano de 2004, a Linha 2 também começou a ser ampliada, com novas estações abertas em 2006, 2007 e 2010. Uma expansão de onze quilômetros da Linha 5 foi concluída em 2019. Em 2014, foi aberta a sexta linha, 15–Prata. A construção de uma linha de 15,9 quilômetros entre a Brasilândia e a Região Central de São Paulo (Linha 6–Laranja) foi iniciada em 2015, porém foi suspensa em setembro de 2016 por problemas de financiamento. Os planos também incluem a atualização do sistema ferroviário pesado da CPTM, o que irá adicionar a capacidade de vários milhões de passageiros no sistema.
As estações de metrô funcionam das 4h40 à 0 hora de domingo a sexta-feira e das 4h40 à 1 hora aos sábados. Em 2006, o sistema de metrô de São Paulo começou a utilizar um bilhete eletrônico denominado "Bilhete Único"; com este bilhete, usado como um cartão inteligente recarregável, o passageiro pode pegar até três ônibus num intervalo de três horas e embarcar no metrô ou trem metropolitano uma vez dentro das primeiras duas horas, pagando pouco menos de duas tarifas.
| Linha                 | Terminais                                    | Inauguração            | Comprimento (km)   | Estações     |
| --------------------- | -------------------------------------------- | ---------------------- | ------------------ | ------------ |
| 1 Azul                | Tucuruvi ↔ Jabaquara                         | 14 de setembro de 1974 | 20,2               | 23           |
| 2 Verde               | Vila Madalena ↔ Vila Prudente                | 25 de janeiro de 1991  | 22,7 14,7 + 8,0(*) | 22 14 + 8(*) |
| 3 Vermelha            | Palmeiras–Barra Funda ↔ Corinthians–Itaquera | 10 de março de 1979    | 22                 | 18           |
| 4 Amarela             | Luz ↔ Vila Sônia                             | 25 de maio de 2010     | 12,9               | 11           |
| 5 Lilás               | Capão Redondo ↔ Chácara Klabin               | 20 de outubro de 2002  | 19,9               | 17           |
| 15 Prata (monotrilho) | Vila Prudente ↔ Jardim Colonial              | 30 de agosto de 2014   | 17,4 14,6 + 2,8(*) | 13 11 + 2(*) |

1. Os números seguidos pela indicação (*) demonstram valores após as expansões previstas nas linhas 2–Verde e 15–Prata.

(*) em construção
| Linha | Intervalo mínimo (s) | Frota disponível no pico (carros) | Frota total disponível (carros) | Velocidade máxima (km/h) | Velocidade comercial (km/h) |
| ----- | -------------------- | --------------------------------- | ------------------------------- | ------------------------ | --------------------------- |
| 1     | 125                  | 240                               | 348                             | 87                       | 31                          |
| 2     | 128                  | 150                               | 162                             | 80                       | 32                          |
| 3     | 119                  | 234                               | 342                             | 87                       | 36                          |
| 4     | 100                  | 150                               | 174                             | 80                       | 34                          |
| 5     | 165                  | 150                               | 204                             | 80                       | 38                          |
| 15    | 174                  | 70                                | 189                             | 83                       | 38                          |

#### Linha 1–Azul

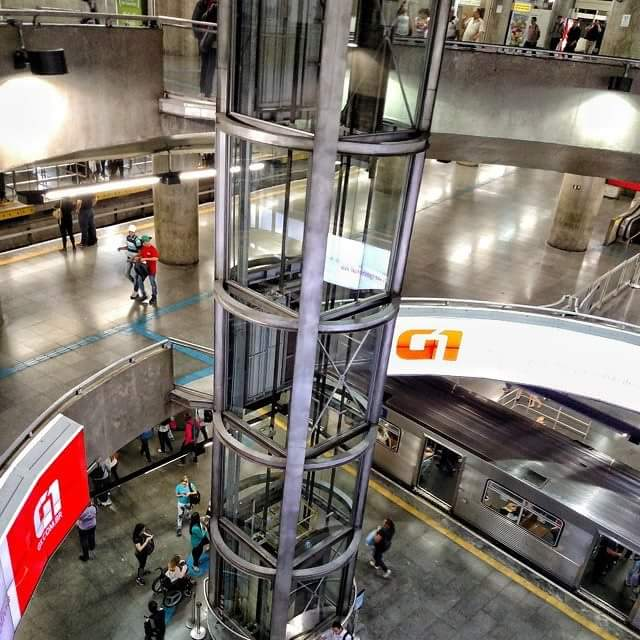
Estação Sé do Metrô de São Paulo

A primeira linha de metrô implantada em São Paulo, ligando as regiões Norte e Sul, de Santana ao Jabaquara, foi baseada em estudos de viabilidade para o metrô de São Paulo que foram realizadas pelo consórcio alemão HMD (Hochtief-Montreal-Deconsult). Os arquitetos brasileiros da equipe HMD, que foram coordenados por Marcello Fragelli, desenvolveram os projetos do conceito básico, bem como os projetos executivos. Dois métodos de construção foram aplicados nas estações da Linha 1–Azul: túneis e elevados. Além desses métodos, máquinas de escavação de túneis com escudos foram usadas para a construção das seções de pista. Há dois sentidos de arquitetura para ser notados nos projetos para a Linha 1–Azul, um para as estações subterrâneas e outro para as estações elevadas. As estações subterrâneas foram concebidas como reais "cavernas", fazendo conexão com a superfície apenas nas entradas, sem nenhuma ventilação natural ou iluminação. Com o objetivo de evitar um excesso de semelhança entre as estações, uma diversidade de formas geométricas foi escolhida para a laje superior de cobertura de cada estação, o que constitui um design de coberturas diversificadas. A fixação de placas metálicas esmaltadas como revestimento de parede ao longo das plataformas era destinada a individualizar com diferentes formas geométricas cada estação, permitindo sua identificação imediata. Para a concepção das estações elevadas, que estão localizadas no trecho norte da Linha 1–Azul, as potencialidades estruturais e plásticas do concreto foram utilizadas, a fim de integrar esteticamente as estruturas necessárias para o apoio da faixa com os outros espaços da estação, tais como salas técnicas e operacionais, acessos e vias de passagem para o sistema de tráfego de veículos.

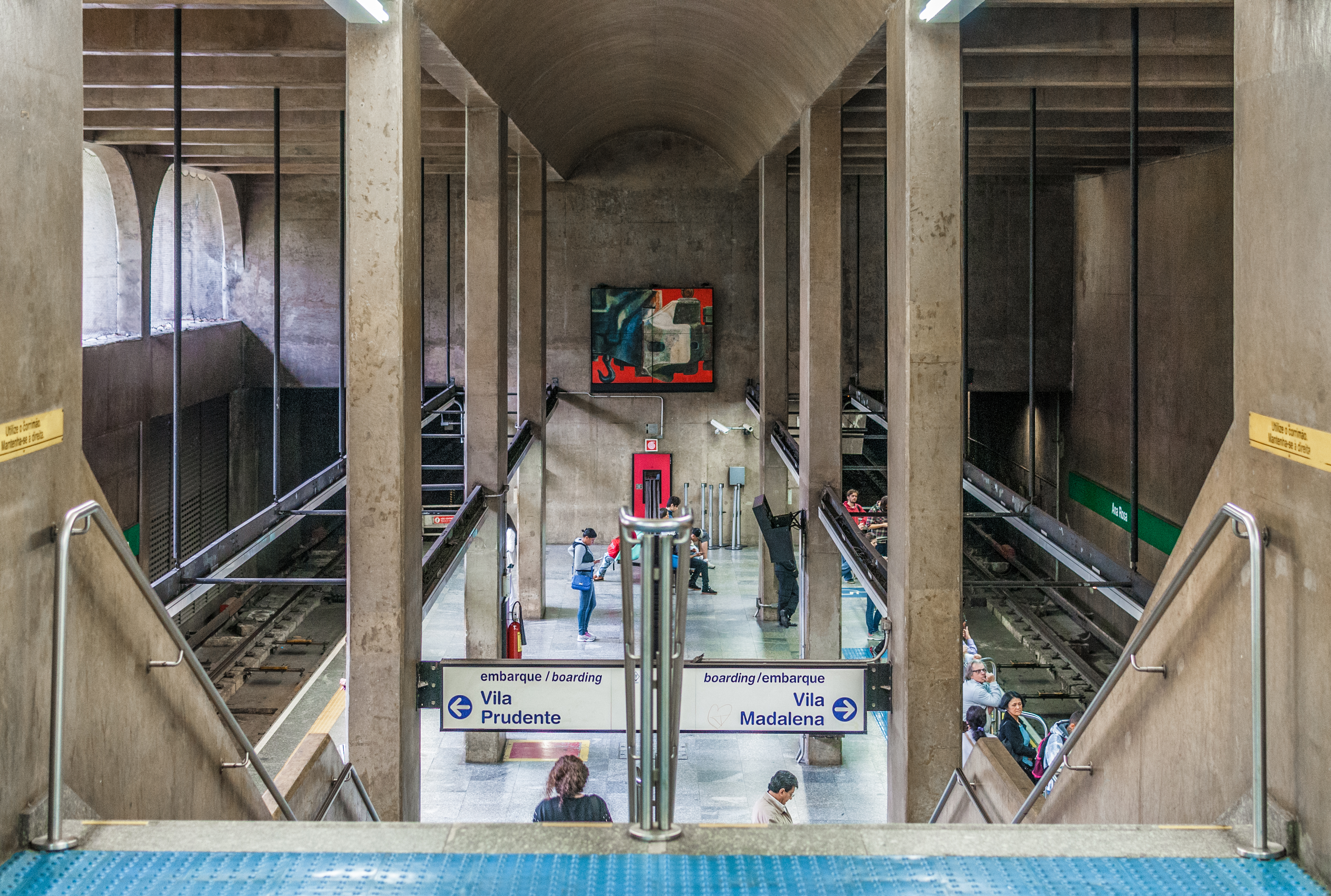
Estação Ana Rosa

Os terminais de ônibus foram criados com a finalidade de permitir uma transferência perfeitamente segura, rápida e confortável do sistema para os usuários do metrô e das diferentes linhas de ônibus e são caracterizados pela sua funcionalidade e adequada inserção no tecido urbano. Entre esses projetos, o Terminal de Ônibus de Vila Mariana se destaca. A Estação Sé foi inaugurada em 1978 e fornece a ligação entre as linhas 1–Azul e 3–Vermelha do Metrô. Esta é a maior estação de toda a rede, sendo capaz de servir cem mil passageiros por hora. Diferentemente das outras estações da linha 1–Azul, o projeto arquitetônico implantado nesta estação cria uma melhor integração da área com os espaços subterrâneos através da abertura de uma enorme claraboia no vão central da estação, permitindo assim o acesso da luz natural e do ar a partir da Praça da Sé para a plataforma da Linha 1–Azul, o mais baixo dos níveis inferiores da estação. O prolongamento da Linha 1–Azul ocorreu em 1998, com a inauguração das estações Jardim São Paulo, Parada Inglesa e Tucuruvi. Os projetos destas estações foram constituídos, respectivamente, por túneis, elevados e superfície, e a característica do layout de cada um depende do método de construção aprovado, em que a distribuição espacial da estação Parada Inglesa é notável, com suas aberturas para a superfície e os jardins, no nível do salão onde as bilheterias e as catracas estão localizadas. A arquiteta Meire Gonçalves Selli criou o projeto arquitetônico da estação Jardim São Paulo, que foi entregue em 23 de outubro de 2000, na II Bienal Ibero-americana de Arquitetura e Engenharia Civil de Madri.

#### Linha 2–Verde

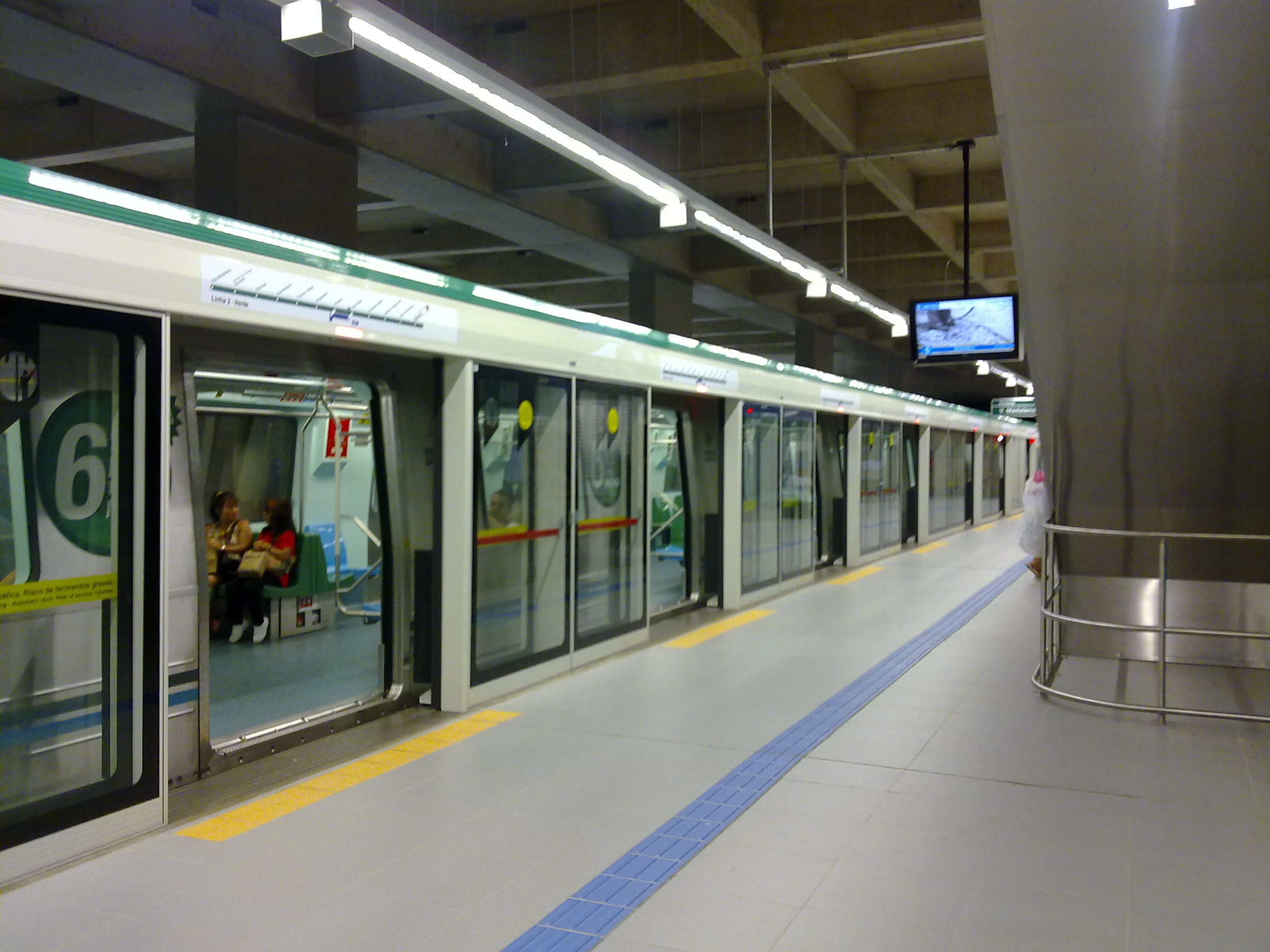
Estação Sacomã

Como parte do percurso que atravessa a região da Avenida Paulista, as concepções de intervenção realizadas pelo Metrô foram destinadas a reduzir as perturbações ao tráfego local e de circulação de pedestres, bem como os impactos ambientais e urbanísticos causados por desapropriações na área com os maiores valores imobiliários da cidade. Neste contexto, o projeto arquitetônico foi o elemento catalisador para a concretização de novos conceitos e a aplicação de uma nova tecnologia de construção usadas para a Linha 2–Verde. As estações Trianon-Masp e Brigadeiro podem ser citadas, como em cada uma a implantação de dois mezaninos, desde uma melhor acessibilidade às estações de escavação e de uma redução significativa de escavações. Na elaboração dos projetos que se destinam a melhorar as soluções, tanto a estética quanto formal, com os métodos de construção utilizados, criando espaços funcionais, com um design de grande beleza. Através da adoção de grandes aberturas na superfície e à instalação de grades de ventilação no nível da calçada, o sistema de ventilação foi simplificado e as torres de ventilação que caracterizam o projeto da Linha 1–Azul foram eliminadas.

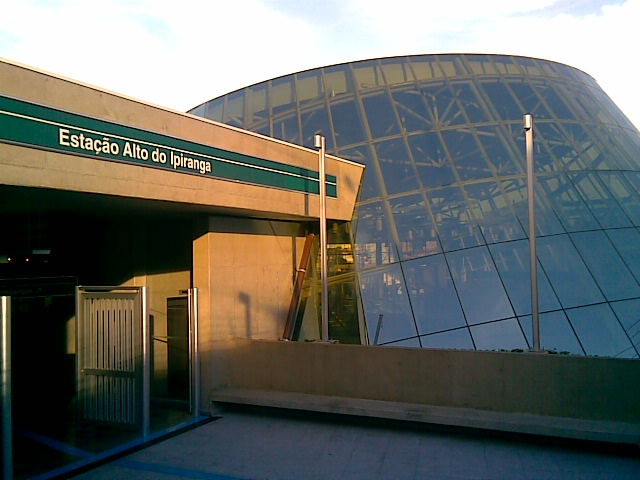
Estação Alto do Ipiranga

O método utilizado na calçada permitiu a abertura de grandes salas abaixo do nível da Avenida Paulista, onde as janelas de bilhetes e as catracas foram localizadas, a organização do espaço e a distribuição do fluxo de passageiros. A fim de criar um ambiente mais agradável no interior das estações de metrô, para a Linha 2–Verde diversos materiais e comunicação visual foram utilizados em formas que foram definidas pelo método de construção aplicado. Dentro deste conceito, os estudos cromáticos foram feitos para a utilização das cores de pisos, revestimentos e forros que iriam funcionar como elementos de identificação das estações. Assim, a cor de cerâmica de acabamento em concreto quebrou a predominância do cinza dentro das estações. Também os limites máximos das estações receberam máscaras alternadas de cores quentes e frias. Diferente da utilização de granito na Linha 1–Azul, o piso de granito na Linha 2–Verde tem uma cor diferente para cada estação, resultando na individualização e valorização dos quartos concebidos. No projeto de iluminação, diferentes intensidades de luz foram escolhidas, elevando o valor das formas estruturais e os elementos arquitetônicos, sem reduzir os princípios de segurança e conforto que estão sempre presentes nas construções do metrô. Obras de arte com características permanentes foram introduzidas, para aumentar tanto o valor das salas internas quanto o aprimoramento cultural dos usuários do Metrô.

#### Linha 3–Vermelha

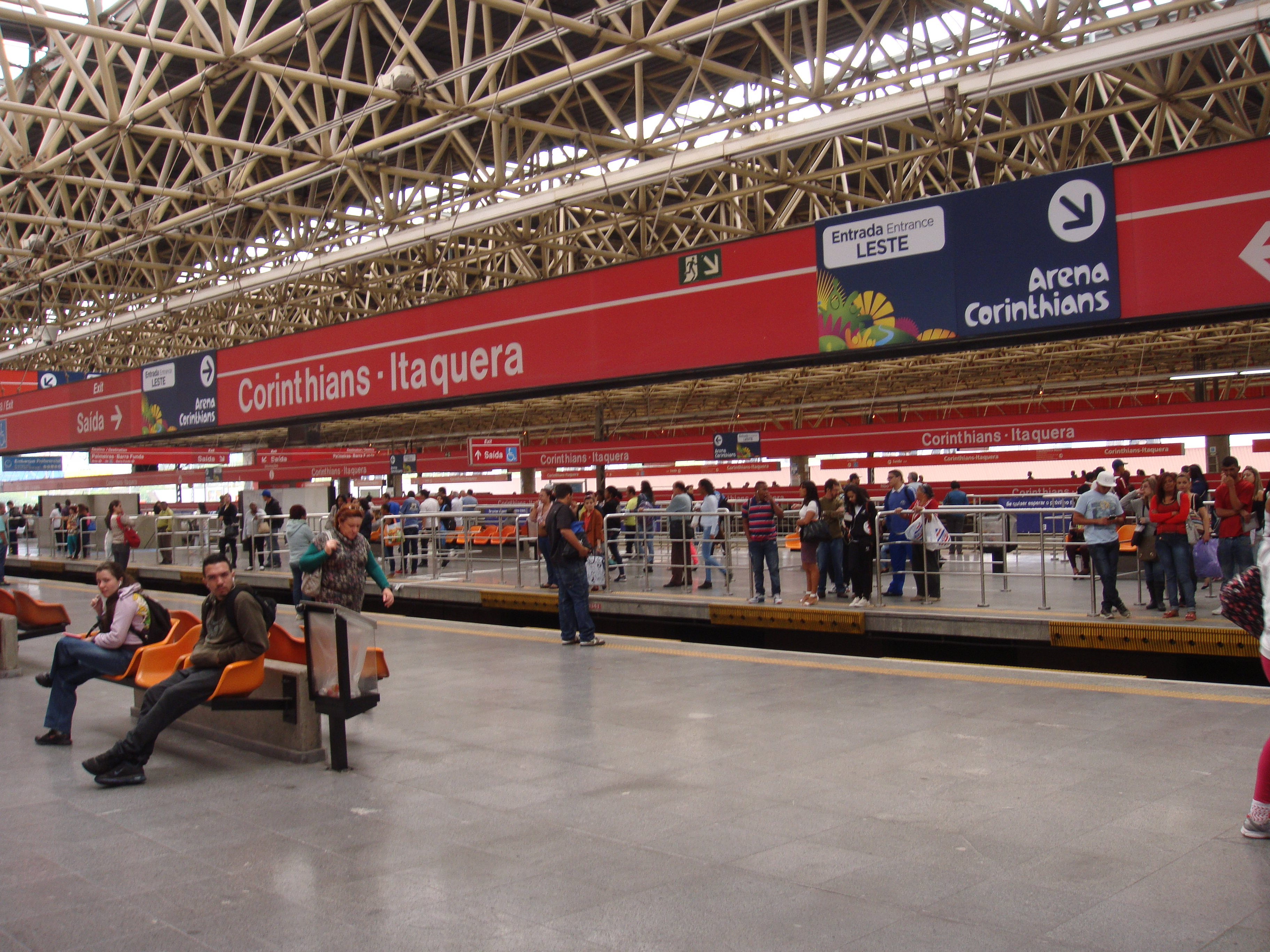
Terminal Intermodal Corinthians-Itaquera

Para a Linha 3–Vermelha, como no caso da Linha 1–Azul, uma política muito ousada em relação às interferências urbanas foi aprovada. Construção de obras relacionadas com as medidas de planejamento urbano foram realizadas nas praças da Sé e da República, nos largos da Memória, do Arouche e de Santa Cecília, na região do centro da cidade, além da implementação de um grande Terminal Intermodal de Passageiros e a construção do Memorial da América Latina, na Zona Oeste da cidade. Durante o projeto da Linha 3–Vermelha, pretendeu-se realizar a integração efetiva entre os espaços internos das estações de metro e da área urbana através da utilização de grandes aberturas que permitem a penetração de ar e luz natural da superfície para os níveis mais baixos das estações. Com a adoção deste conceito, o design arquitetônico da Linha 3–Vermelha permitiu a redução do número de torres de ventilação e equipamentos de ventilação eletromecânica, a qual foi amplamente aplicada na Linha 1–Azul. Assim, soluções mais simples e mais econômicas foram implementadas e espaços com melhor qualidade ambiental e conforto foram criados. A característica básica do conceito de arquitetura aprovado para os projetos das estações de superfície da Linha 3–Vermelha é a inovação dos materiais de cobertura utilizados. É constituída por telhas de treliça metálica, que permitiu a cobertura de grandes distâncias, reduzindo significativamente os custos e as condições das obras de construção.

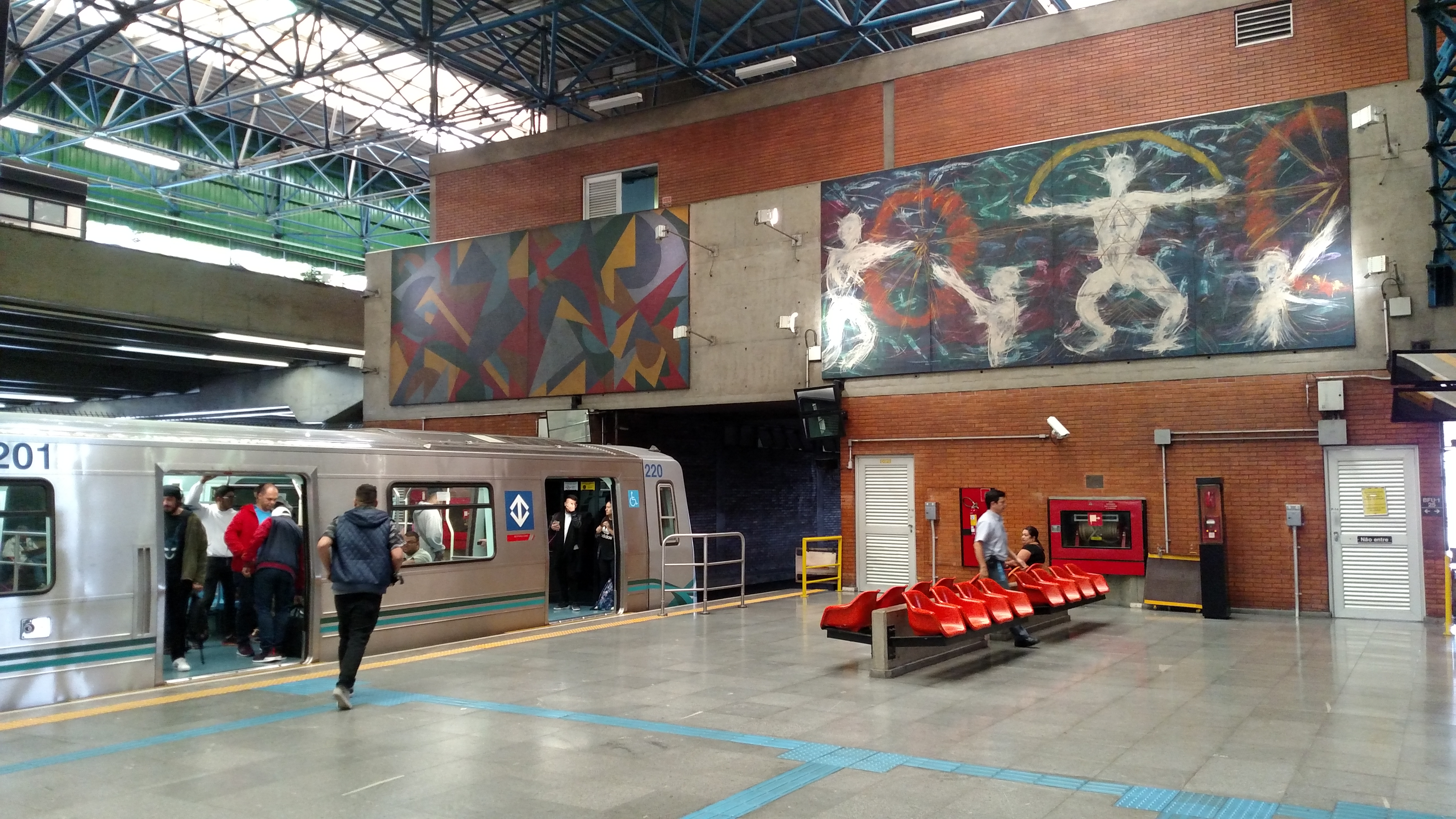
Terminal Intermodal Palmeiras-Barra Funda

A aplicação de cores na cobertura de treliça metálica, bem como sobre o telhado frontal, resultou em um forte elemento de identificação para as estações, transformando-os em importantes pontos de referência na paisagem urbana. A implementação de terminais multimodais, como o Terminal Intermodal Palmeiras-Barra Funda, onde os trens metropolitanos, bem como as linhas de ônibus municipais, intermunicipais e interestaduais se conectam com a rede de metrô, consolidando assim o seu papel de estruturar o transporte coletivo de diferente modo. Esta implantação também considerou a política de descentralização para os terminais de estrada, iniciado pela Prefeitura de São Paulo em 1977. A 5.ª Bienal Internacional de Arquitetura de Buenos  Aires recebeu os arquitetos do Metrô com o "Premio Especial del Jurado" para o conjunto de projetos arquitetônicos da Companhia Paulista de Trens Metropolitanos. De todos os projetos da Linha 3–Vermelha foram premiados os seguintes: Estação Barra Funda (arqui. Roberto MacFadden); Estação Marechal Deodoro (arqui. Roberto MacFadden); Estação Sé (arqui. João Paulo e Roberto MacFadden); Estação Pedro II (arqui. Meire Gonçalves Selli); Estação Artur Alvim (arqui. Katumi Sawada) e a Terminal Intermodal Corinthians-Itaquera (arqui Meire Gonçalves Selli e Renato Viégas). O projeto da Estação Trianon–Masp da Linha 2–Verde dos arquitetos Roberto Mac Fadden, Renato Viégas e Hote Eduardo; a Estação Parada Inglesa da Linha 1–Azul do arqui. Francisco Hideu Nunomura e a Estação Oscar Freire da futura Linha 4–Amarela, pelo arqui. Alfredo Nery Filho também foi premiado.

#### Linha 4–Amarela

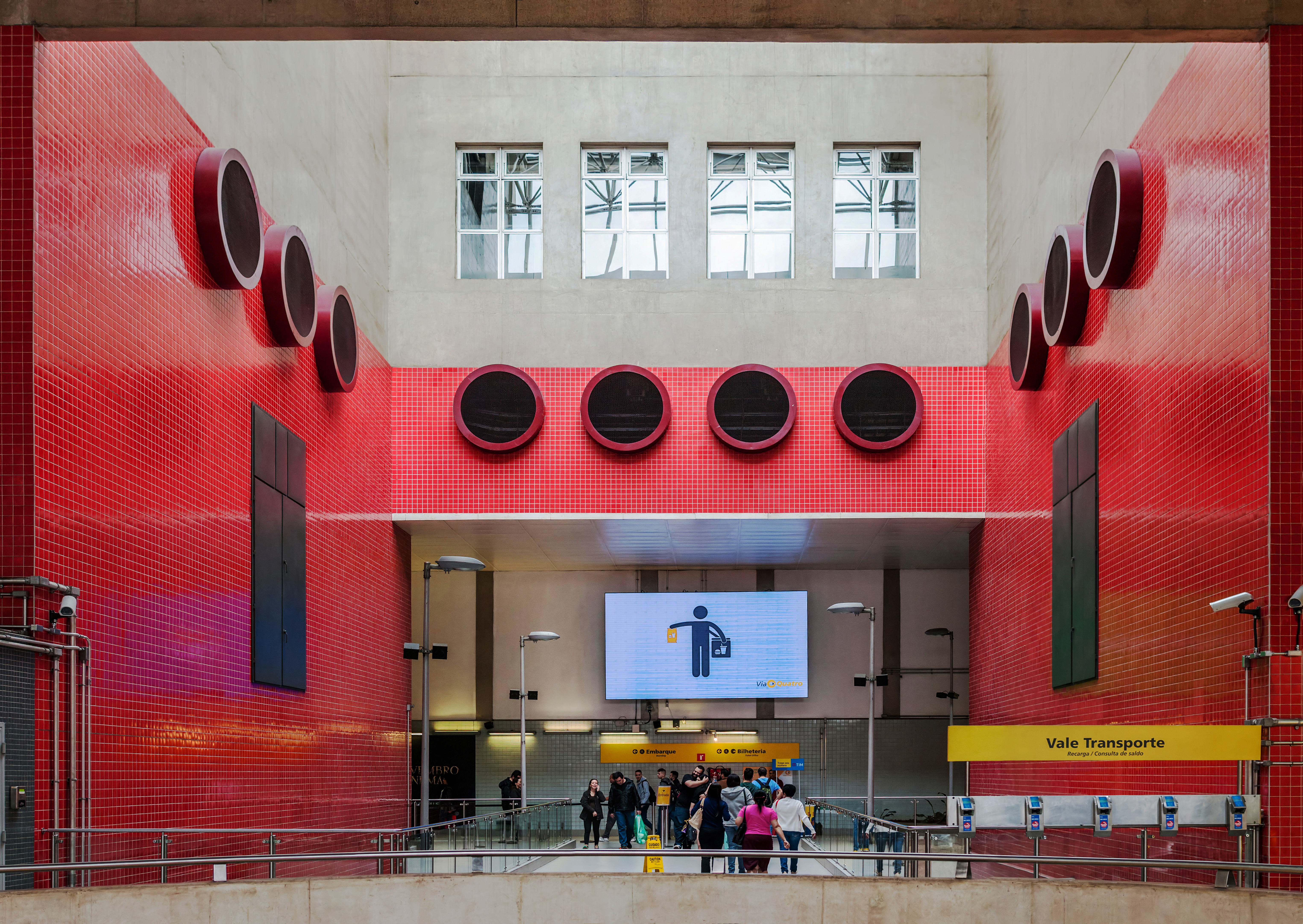
Interior da Estação Paulista

As premissas que nortearam os projetos da Linha 2–Verde e as estações de metrô da Linha 3–Vermelha foram também aplicadas aos projetos da estação da Linha 4–Amarela, reafirmando a justeza dos conceitos escolhidos, a plena utilização dos espaços gerados pela os métodos de construção respectivos poderia ser otimizada. O alinhamento total da Linha 4–Amarela é subterrâneo, da estação da Luz à Vila Sônia, e constitui uma via de integração com as linhas de metrô e da CPTM. A Linha 4–Amarela conecta-se com a Linha 1–Azul na Estação da Luz, com a Linha 3–Vermelha na Estação República, com a Linha 2–Verde na Estação Consolação, com as linhas 7–Rubi e 11–Coral na Estação da Luz e com a Linha 9–Esmeralda na Terminal Intermodal Pinheiros, na Marginal Leste do rio Pinheiros. Como esta linha é executada em avenidas importantes da cidade (Ipiranga, Consolação, Rebouças e Francisco Morato) e também cruza sob o rio Pinheiros, o seu alinhamento apresenta uma interferência no complexo urbano, que determinou a escolha dos métodos de construção aplicada às estações e em trilhos de túneis. Especial atenção foi dada à definição das áreas de desapropriação, a fim de reduzir os custos sociais e financeiros.

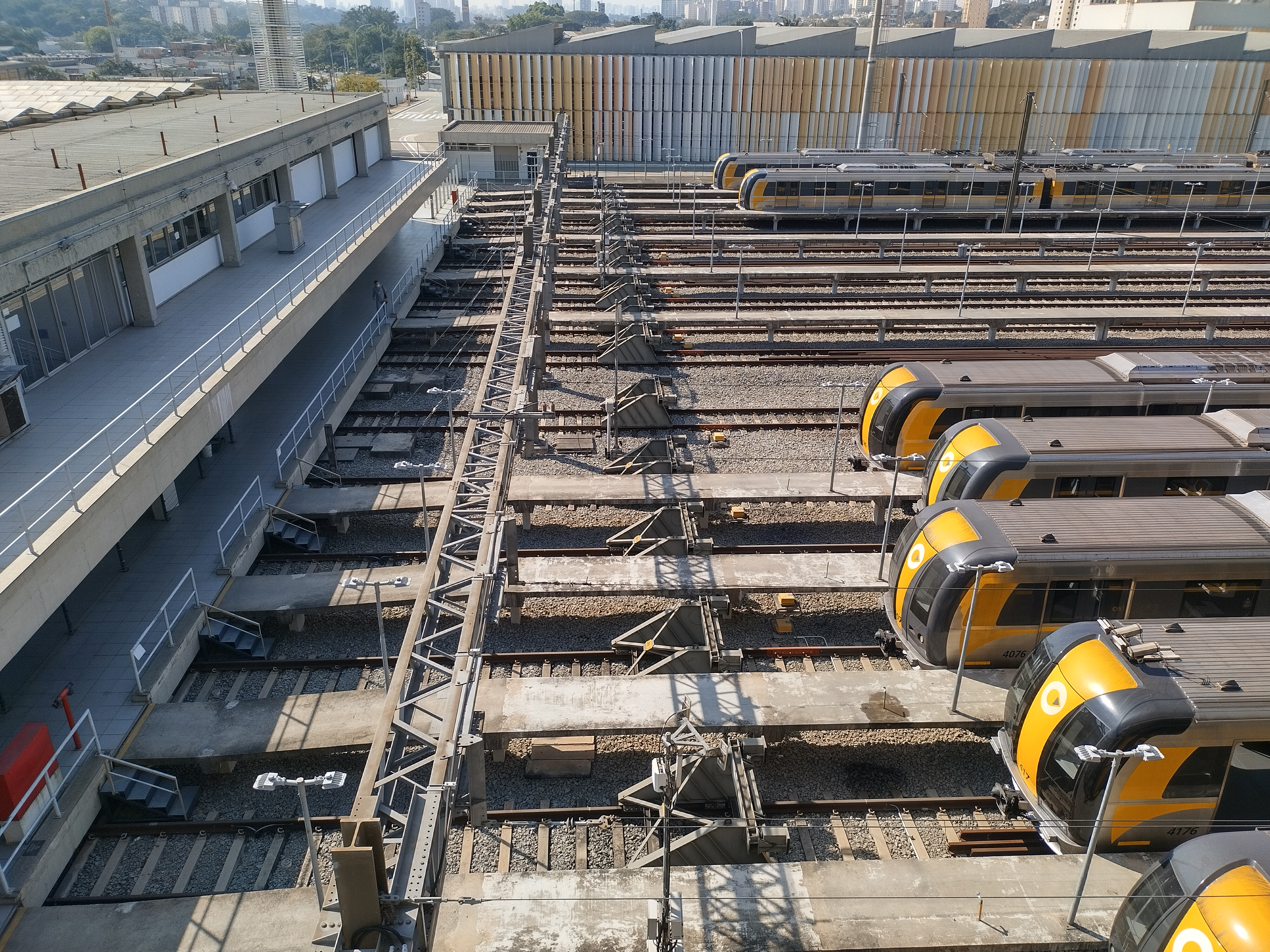
Pátio da Estação Vila Sônia da Linha Amarela

Os métodos utilizados para a construção das estações da Linha 4–Amarela foram dois: cut-and-cover e NATM (New Austrian Tunneling Method). Os conceitos aplicados para os projetos das estações Linha 2–Verde também foram aplicados para os projetos da Linha 4–Amarela, minimizando os impactos ambientais e urbanos nas regiões envolvidas, e tendo o maior partido possível dos espaços resultantes do processo de construção aprovada, especialmente nos trabalhos iniciais de construção. Um dos princípios que nortearam a concepção arquitetônica de seis das dez estações da Linha 4–Amarela foi a utilização de um ou dois eixos verticais para iniciar a estação funcionando como uma base para o método de construção. Quando esses poços estão situados ao lado das plataformas, a sua localização permite a escavação do corpo da estação inteiro através de um túnel de ligação. Quando eles estão localizados nas plataformas, a escavação do corpo da estação é executada a partir do próprio eixo. Depois de terminado o processo de escavação, os veios de início são usados como ligação entre os espaços das plataformas para a superfície. Como espaços de ligação, estes eixos incluem escadas rolantes, escadas e elevadores, bem como as condutas necessárias para o sistema grelha e para a passagem de cabos elétricos para os sistemas mecânicos. Além disso, eles permitem a ventilação natural dos espaços subterrâneos das estações.

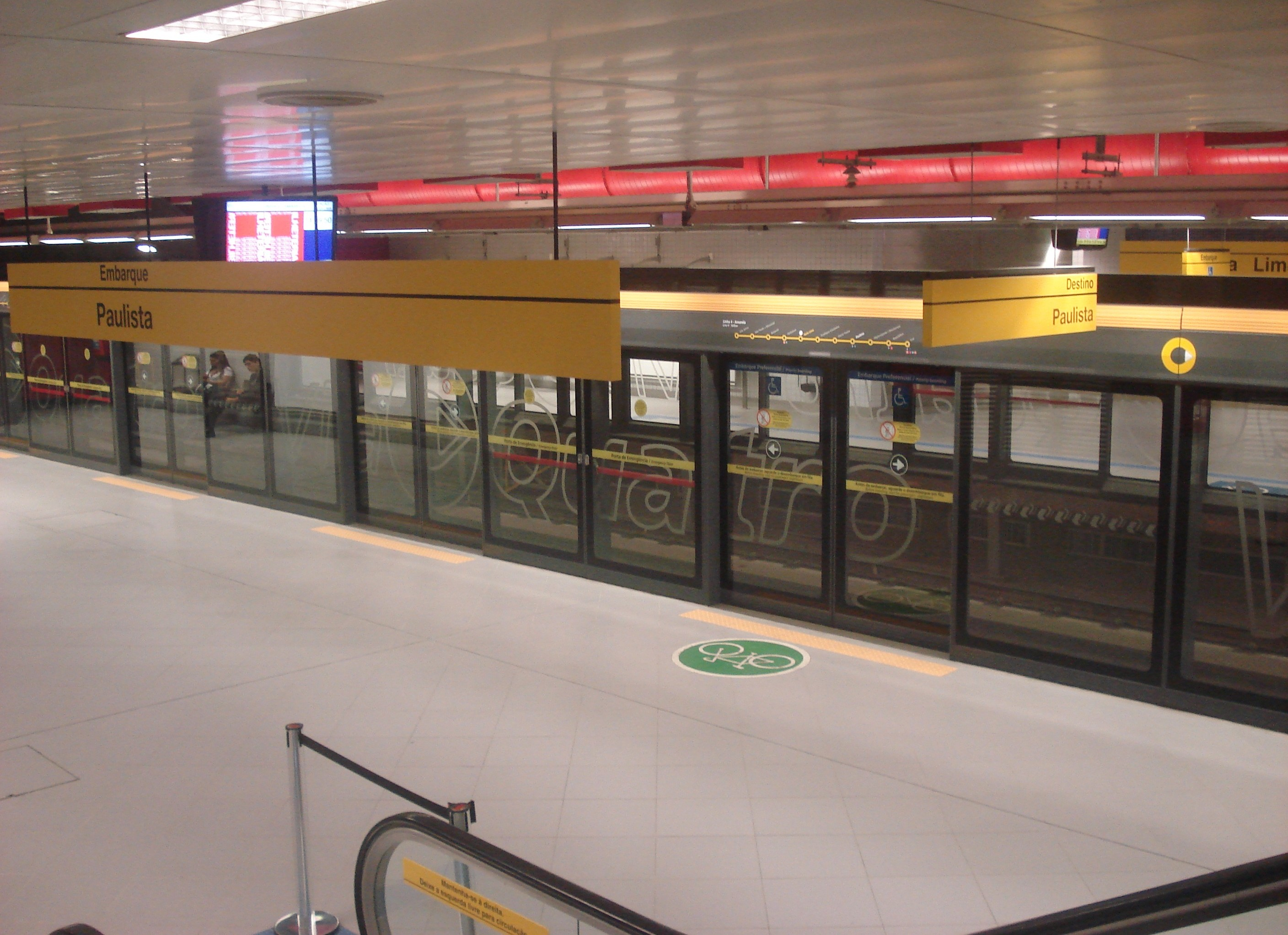
Estação Faria Lima

Considerando a localização, a passagem das avenidas Ipiranga e São Luiz e o método de construção utilizado em trincheira (aberto), as mesmas condições de circulação de pedestres encontrados no nível da superfície foram reproduzidos no conceito da Linha 4–Amarela da Estação República. Assim, uma entrada em cada canto foi projetada, com intuito de permitir a passagem por baixo das avenidas, criando condições de circulação abrigadas e seguras para os usuários do Metrô e pedestres. Outra orientação para os projetos foi o de fornecer aberturas entre os diversos níveis da estação, permitindo uma visão geral das áreas de circulação e os espaços criados pelos próprios usuários. O resultado pode ser visto especialmente na Linha 4–Amarela da estação República, onde o primeiro nível subterrâneo da bilheteria (e espaço contendo as catracas) funciona como uma "galeria subterrânea", como outro que existe na área do centro original de São Paulo. Outro resultado interessante associado ao conceito de ventilação natural pode ser encontrado na estação República, onde o fornecimento de redes a nível de superfície foi incorporado à reconstrução do canteiro central da Avenida Ipiranga, com o propósito de reconstituir a configuração original da avenida.

#### Linha 5–Lilás

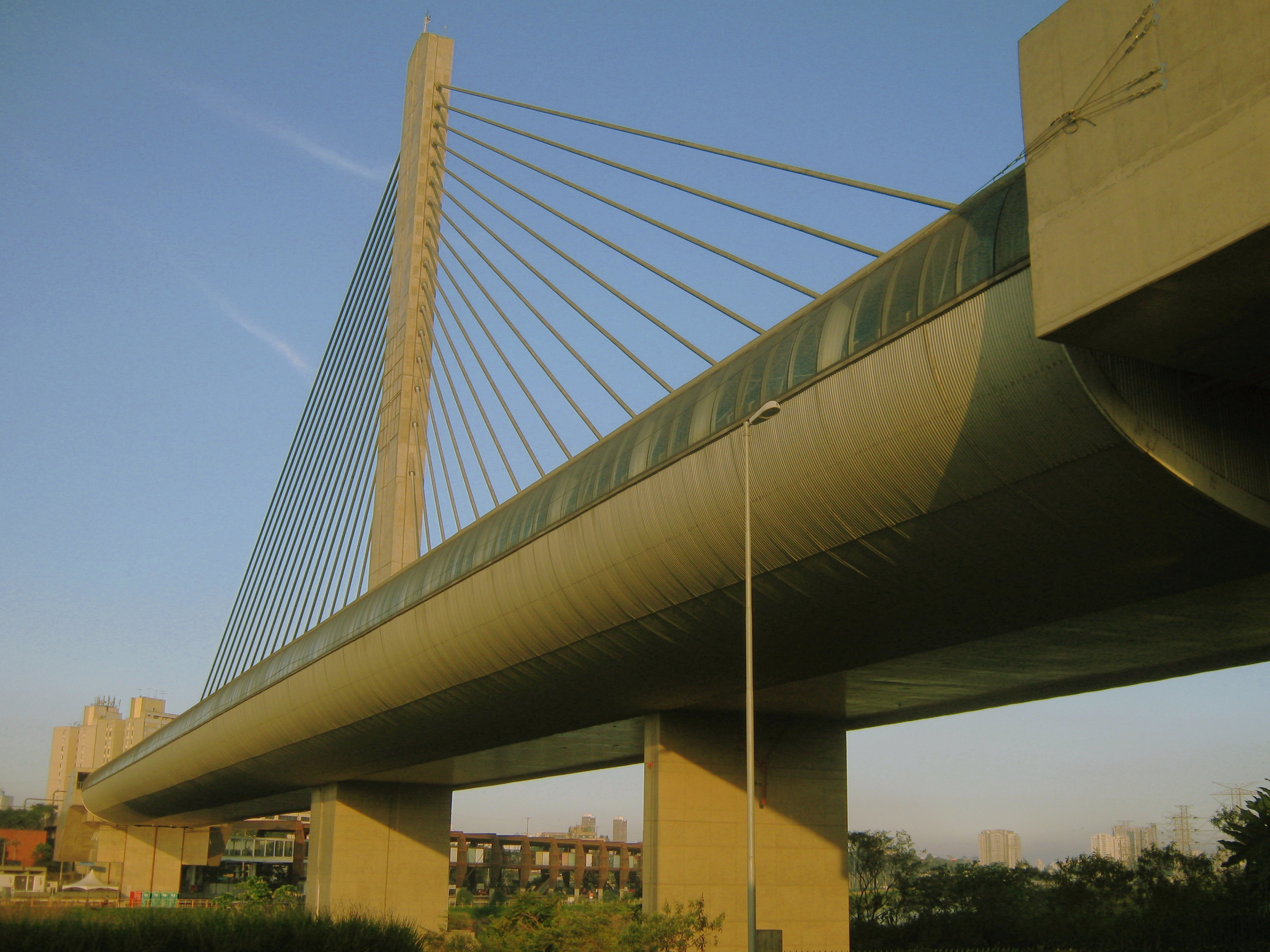
Estação Santo Amaro

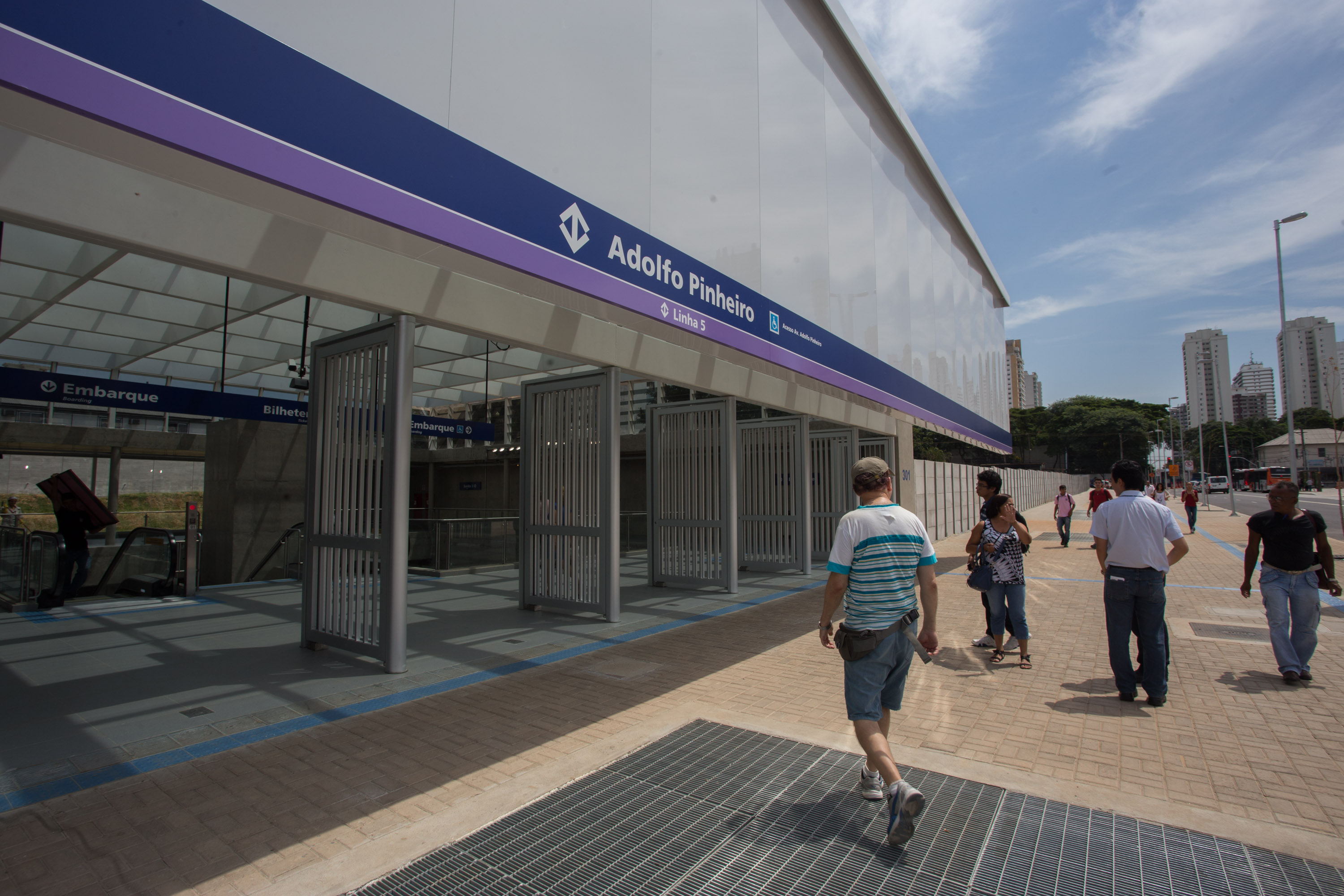
Uma das entradas da estação Adolfo Pinheiro

Esta linha atende uma das áreas mais necessitadas da Região Metropolitana de São Paulo, que abrange os bairros de Capão Redondo, Capela do Socorro, Campo Limpo, Grajaú, Piraporinha, extremo de Santo Amaro e seu entorno, além de cidades vizinhas como Embu das Artes, Taboão da Serra e Itapecerica da Serra. Ocupação recente e um processo de crescimento populacional caracteriza toda a região. Ela tem o perfil de uma cidade dormitório, em parte devido ao seu isolamento geográfico. A Companhia Paulista de Trens Metropolitanos (CPTM), com recursos do Governo do estado de São Paulo e do Banco Interamericano de Desenvolvimento (BID), realizou a construção do tronco inicial da Linha 5–Lilás, que liga o distrito de Capão Redondo ao Largo 13 de Maio. O planejamento ambiental adotado para a construção da Linha 5–Lilás tinha programado e realizado o reassentamento de 400 famílias que foram, em um primeiro momento, alojadas em um acampamento composto por casas pré-construídas, enquanto um plano foi preparado para movê-los para casas definitivas. Portanto, uma área de cerca de 55 mil metros quadrados foi desapropriada e, através de um acordo com a Companhia de Desenvolvimento Habitacional e Urbano do Estado de São Paulo (CDHU), um complexo residencial foi construído para as famílias.
As obras civis básicas foram iniciadas em 1998 e envolveram a aplicação de 7 km de forma elevada, 1 km de maneira superficial e 850 metros subterrâneos, para além da construção de um pátio com 550 metros de trilhos para manutenção de trens e manobras, em Capão Redondo. Este primeiro trecho conta com seis estações: Capão Redondo, Campo Limpo, Vila das Belezas, Giovanni Gronchi, Santo Amaro e Largo Treze. Com exceção de Vila das Belezas, as demais estações contam com recurso de terminais de conexão com as linhas de ônibus urbanos. O pátio do Capão Redondo possui uma área de 75 mil metros quadrados e inclui o Centro de Controle Operacional (CCO), que gerencia a linha, a segurança e a circulação das composições, além dos controles do sistema de abastecimento de energia do sistema. O CCO conta com painéis retroprojetados, um sistema aberto de rede de "postos de trabalho" e operações integradas de gestão e administração. Dados, voz e transmissão de imagem são feitas por fibra óptica.

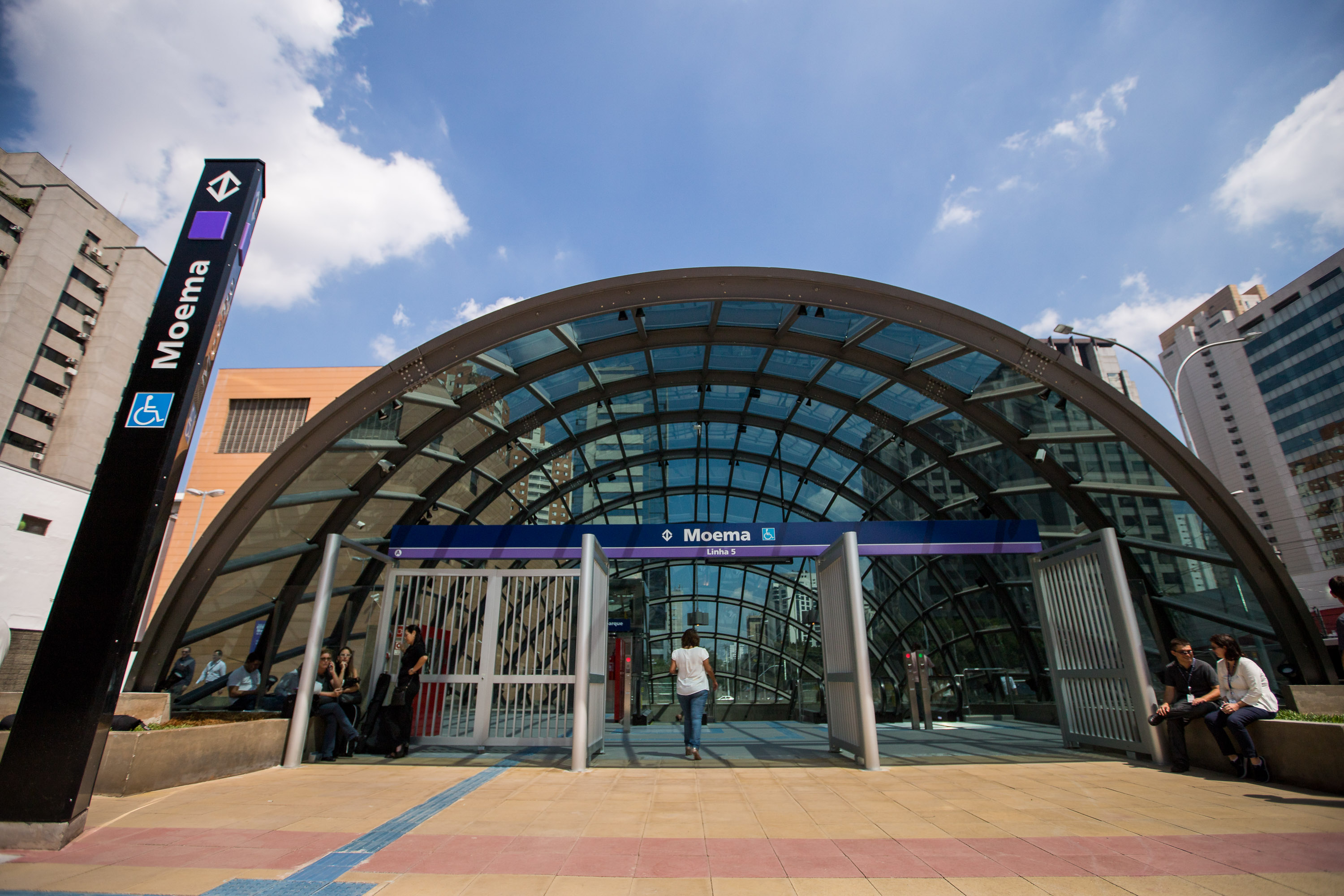
Acesso da Estação Moema

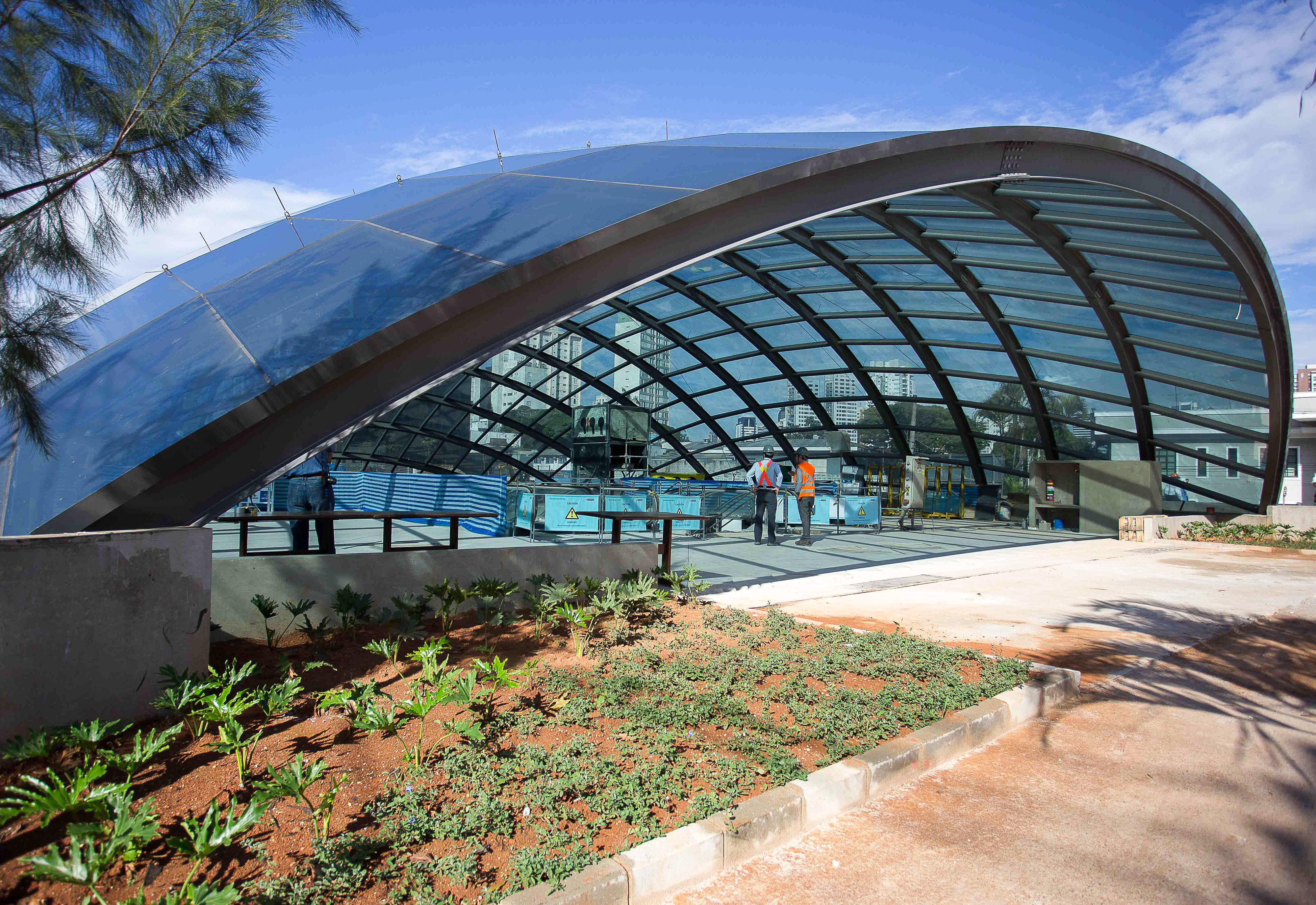
Acesso da Estação Brooklin

A Estação Santo Amaro, localizada sobre o Rio Pinheiros, foi a primeira ponte estaiada a ser construída no Brasil, com 220 metros de comprimento e um vão principal de 122 metros. Os cabos de aço que sustentam a estrutura ficam ancorados a 64 metros de altura, em um único pilar elevado, apoiado em uma plataforma pré-reforçada de concreto. Após um processo de licitação internacional, realizado em meados de 2000, o consórcio Sistrem foi selecionado como o fornecedor, em "regime turn-key", de sistemas e equipamentos para o trecho Capão Redondo–Largo Treze. O consórcio Sistrem, liderado pela Alstom, teve como membros a Siemens, Balfour Beatty, Bombardier e CAF. Além da gestão técnica do projeto inteiro, 49% de todo o contrato, correspondente à integração de sistemas e ao fornecimento de oito trens com seis carros, fabricados em aço inoxidável austenítico, o sistema de sinalização, o centro de controle e operação de equipamentos elétricos e mecânicos diversos para as estações, foi responsabilidade da Alstom por meio de suas fábricas no Brasil e na França. Complementando o fornecimento, a Siemens forneceu o equipamento de abastecimento de alta e média tensão para o transporte ferroviário e inversores auxiliares para os trens, ambos construídos em suas instalações no Brasil e na Alemanha. A Balfour Beatty brasileira forneceu os retificadores, as subestações auxiliares e a rede aérea. A Bombardier forneceu os equipamentos do sistema de sinalização. A CAF, da Espanha, foi responsável pela montagem do vagão do caminhão e engates. Em 5 de fevereiro de 2002, um acordo foi firmado entre o Metrô e a CPTM, em que o Metrô de São Paulo assumia a responsabilidade pela operação e manutenção da nova linha. O primeiro de um total de oito trens que compõem a frota da Linha 5–Lilás foi entregue em 14 de fevereiro de 2002. Os novos trens têm arte tecnológica e funcionalidade de alguns aparelhos que antes eram desconhecidas nas ferrovias brasileiras. O mais notável é a bitola internacional de 1,435 metro, além do sistema de ar-condicionado, sendo a primeira frota do Metrô a possuí-lo. A operação comercial do trecho Capão Redondo–Largo Treze da Linha 5–Lilás começou em 20 de outubro de 2002, ampliando a rede ferroviária metropolitana para 57,6 quilômetros e 52 estações.
Em 12 de fevereiro de 2014, a Estação Adolfo Pinheiro, primeira da linha a ser construída pela Companhia do Metropolitano e a contar com portas de plataforma, foi inaugurada. Completamente subterrânea, levou quatro anos para ser construída, sendo a primeira da segunda fase, que estendeu a linha até o bairro da Vila Mariana, com a estação terminal Chácara Klabin. Em 6 de setembro de 2017, foram inauguradas as estações Alto da Boa Vista, Borba Gato e Brooklin. Em 2 de março de 2018, foi inaugurada a Estação Eucaliptos, e, em 5 de abril, foi inaugurada a Estação Moema. Em 4 de agosto, a concessionária ViaMobilidade assumiu a responsabilidade pela operação e manutenção da linha. A Estação AACD-Servidor foi inaugurada em 31 de agosto, e as demais estações (Hospital São Paulo, Santa Cruz e Chácara Klabin), em 28 de setembro. A última estação a ser inaugurada, em abril de 2019, foi a Estação Campo Belo, que futuramente fará conexão com a Linha 17-Ouro.

#### Linha 15–Prata

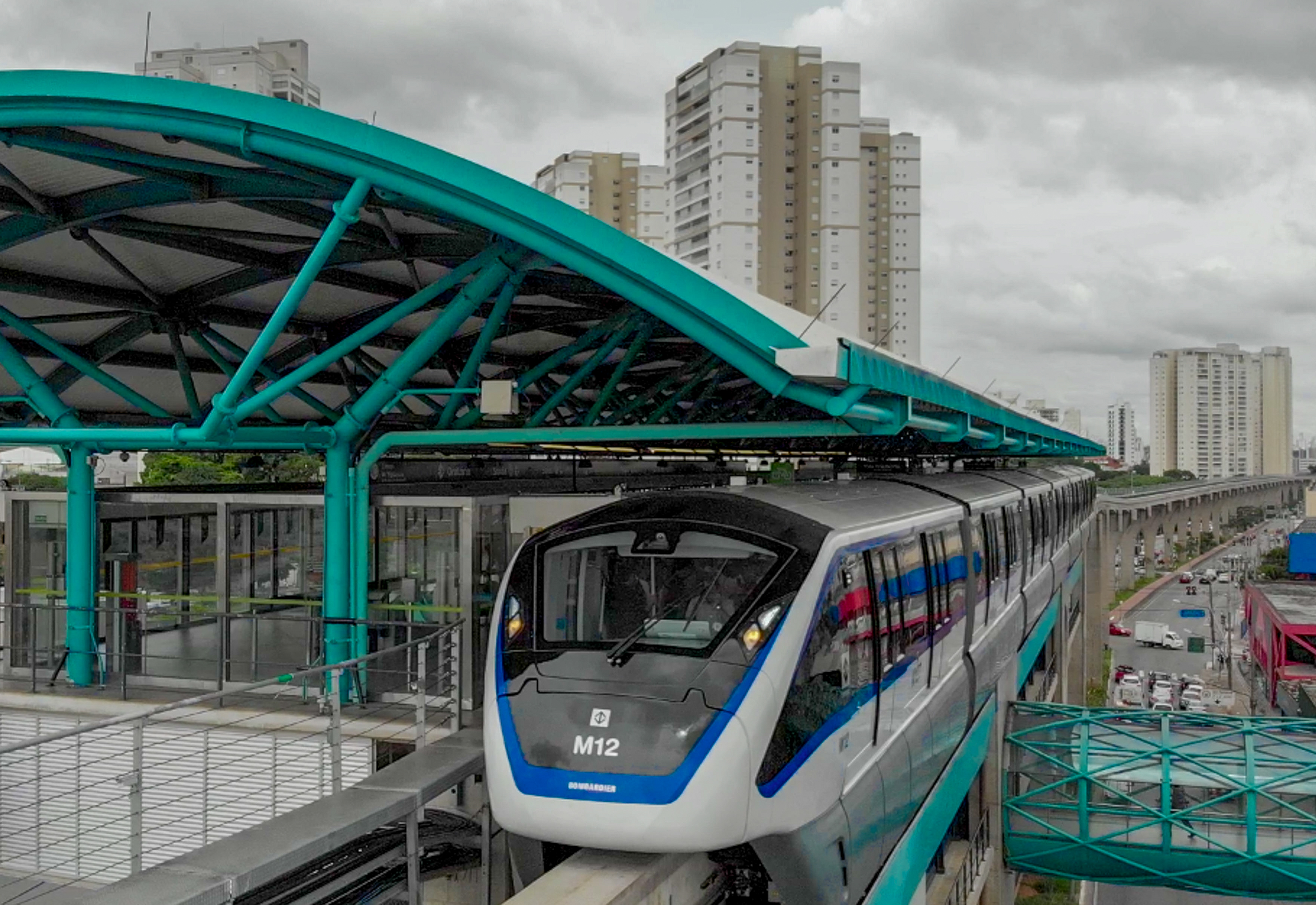
Monotrilho da Linha 15 do metrô

A Linha 15–Prata é uma linha de monotrilho. É a sexta linha do Metrô, com 24,6 quilômetros de extensão e dezessete estações previstos. Quando totalmente pronta, ligará os distritos do Ipiranga e Cidade Tiradentes, através dos bairros de Vila Prudente, Parque São Lucas, Sapopemba, São Mateus e Iguatemi, entre outros. Com custo total de 6,40 bilhões de reais, atenderá uma demanda estimada em 550 mil passageiros por dia e integrará os terminais de ônibus de Vila Prudente, Sapopemba, São Mateus e Cidade Tiradentes. O primeiro trecho, entre as estações Vila Prudente e Oratório, foi inaugurado em 30 de agosto de 2014. O trecho até a Estação Vila União foi inaugurado em 6 de abril de 2018, a Estação Jardim Planalto foi inaugurada em 26 de agosto de 2019, e, em 16 de dezembro de 2019, inaugurou-se o trecho até a Estação São Mateus, que foi aberto, completando a segunda fase da linha, e em 29 de dezembro de 2021 foi inaugurada a estação Jardim Colonial.
A linha fez-se necessária porque o crescimento da Zona Leste de São Paulo trouxe complicações à Linha 3, considerada a que opera com a maior densidade de passageiros do planeta. Sendo a única linha de metrô da região, ela recebe a maior parte da demanda de passageiros da Zona Leste, o que contribuiu para que se tornasse superlotada e recebesse este título. Para atender à demanda dessa região, em 2005 seria revisado o projeto do Fura Fila. Transformado em Expresso Tiradentes, seria um corredor de ônibus que ligaria a Cidade Tiradentes até o Parque Dom Pedro II, através das avenidas do Estado, Luís Inácio de Anhaia Melo, Sapopemba, Ragueb Chofi, Estrada do Iguatemi e Avenida dos Metalúrgicos. Após ter seu primeiro trecho concluído entre o Parque Dom Pedro II e a Vila Prudente, a Prefeitura decidiu, em 2009, substituir o projeto do corredor no trecho seguinte por um projeto de sistema monotrilho a ser implantado pelo estado. Essa substituição foi motivada pela grande demanda de passageiros existente no eixo de implantação do sistema (estimado em cerca de quinhentos mil passageiros por dia), que não conseguiria ser atendida com o corredor de ônibus proposto.

### Expansão da rede

Malha metroferroviária com as atuais obras todas concluídas.

O governo do estado de São Paulo abriu em 2012 licitações para quatro projetos funcionais do metrô de São Paulo, entre eles as linhas 16, 19, 22 e 23. O governo do estado também chegou a cogitar o projeto da Linha 20, uma extensão de Moema até Rudge Ramos. Nenhuma destas linhas tem previsão de início de obras ou previsão de entrada em operação. Atualmente, a licitação destas linhas continua suspensa, enquanto todas as demais linhas continuam em atraso.

#### Linhas em obras
Atualmente, quatro linhas estão em obras, sendo duas em expansão e outras 2 construídas, totalizando cerca de 36 quilômetros em novos trilhos:
| Linha                 | Trechos                                                          | Estações | Início das obras                                     | Término (previsão) | Situação atual          | Avanço físico (%)             |
| --------------------- | ---------------------------------------------------------------- | -------- | ---------------------------------------------------- | ------------------ | ----------------------- | ----------------------------- |
| 2 Verde               | Vila Prudente ↔ Penha                                            | 8        | 17 de janeiro de 2020                                | Meados de 2027/28  | Em construção (8,3 km)  | 52,04                         |
| 6 Laranja             | Brasilândia ↔ São Joaquim                                        | 15       | 13 de abril de 2015 6 de outubro de 2020 (retomada)  | Meados de 2026/27  | Em construção (15,3 km) | 55,4 (média pátio e estações) |
| 15 Prata (monotrilho) | Jardim Colonial ↔ Jacu-Pêssego                                   | 2        | 24 de fevereiro de 2022                              | Meados de 2027     | Em construção (2,8 km)  | 40.0                          |
| 15 Prata (monotrilho) | Ipiranga ↔ Vila Prudente                                         | 1        | 8 de agosto de 2024                                  | 2027               | Em construção (1,8 km)  | 40.0                          |
| 17 Ouro (monotrilho)  | Morumbi ↔ Washington Luís, com ramal para Aeroporto de Congonhas | 8        | 1 de abril de 2012 17 de dezembro de 2020 (retomada) | Meados de 2026/27  | Em construção (7,7 km)  | 62,85                         |
| Total                 | -                                                                | 34       | -                                                    | -                  | 35,9 km                 | 47,77 (média global)          |

#### Linhas em fase de projeto ou desapropriações
| Linha                  | Trechos                                   | Observação                                                          |
| ---------------------- | ----------------------------------------- | ------------------------------------------------------------------- |
| 2 Verde                | Penha ↔ Fernão Dias                       | Áreas desapropriadas. Imóveis em demolição                          |
| 2 Verde                | Fernão Dias ↔ Dutra                       | Em projeto                                                          |
| 2 Verde                | Vila Madalena ↔ Cerro Corá                | Em projeto                                                          |
| 4 Amarela              | Vila Sônia ↔ Taboão da Serra              | Áreas desapropriadas. Imóveis em demolição                          |
| 5 Lilás                | Capão Redondo ↔ Jardim Ângela             | Em projeto                                                          |
| 6 Laranja              | Velha Campinas ↔ Brasilândia              | Em projeto                                                          |
| 6 Laranja              | São Joaquim ↔ Parque da Mooca             | Em projeto                                                          |
| 15 Prata (monotrilho)  | Jacu-Pêssego ↔ Hospital Cidade Tiradentes | Áreas desapropriadas. Obras paralisadas.                            |
| 16 Violeta             | Oscar Freire ↔ Cidade Tiradentes          | Em projeto, aparecendo no planejamento mais recente da rede (2022). |
| 17 Ouro (monotrilho)   | Washington Luís ↔ Jabaquara               | Áreas desapropriadas. Obras paralisadas.                            |
| 17 Ouro (monotrilho)   | Morumbi ↔ São Paulo–Morumbi               | Áreas desapropriadas. Obras paralisadas.                            |
| 18 Bronze (monotrilho) | Tamanduateí ↔ Estrada dos Alvarengas      | Projeto cancelado. Será substituído por sistema BRT.                |
| 19 Celeste             | Anhangabaú ↔ Bosque Maia                  | Em projeto, aparecendo no planejamento mais recente da rede (2022). |
| 20 Rosa                | Santa Marina ↔ Santo André                | Em projeto, aparecendo no planejamento mais recente da rede (2022). |
| 22 Marrom              | Cotia ↔ Sumaré                            | Em projeto, aparecendo no planejamento mais recente da rede (2022). |

## Controvérsias

### Superlotação e poluição sonora

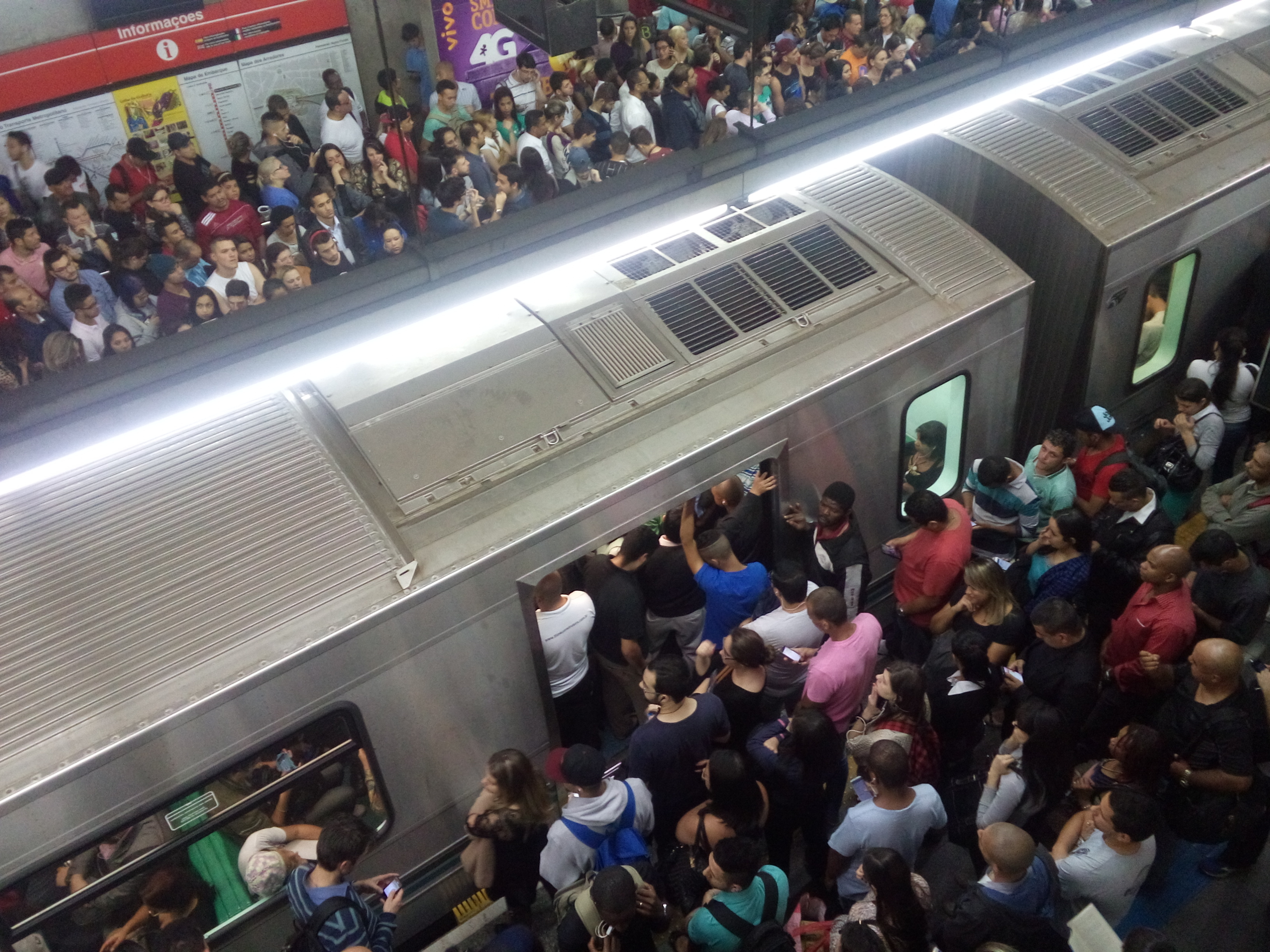
Superlotação no Terminal Intermodal Palmeiras-Barra Funda

A primeira linha do Metrô foi inaugurada em São Paulo no ano de 1974 com apenas sete estações. Um ano depois, foi concluída a primeira que contava com cerca de 16,7 quilômetros de extensão e vinte estações. Nessa época a cidade possuía cerca de seis milhões de habitantes. Atualmente, São Paulo possui cerca de doze milhões de habitantes, enquanto a rede de metrô possui seis linhas, 104 quilômetros de extensão e 91 estações, não crescendo de forma proporcional. Engenheiros especializados em transportes urbanos afirmam que o metrô está saturado e que a solução deste problema só poderá ocorrer a longo prazo. Apesar dos investimentos em expansão e modernização, sua extensão é considerada insuficiente para as dimensões da região metropolitana que serve. Um estudo realizado em 2010 revelou que o metrô paulistano era, naquele ano, o mais lotado do mundo, com 11,5 milhões de passageiros transportados a cada quilômetro de linha. A demanda de passageiros naquele ano exigia, segundo o estudo, duzentos quilômetros de linhas e havia então 70,6 quilômetros. O recorde de metrô mais lotado do mundo já havia sido atingido em 2008, quando foram transportados dez milhões de passageiros por quilômetro. A superlotação do sistema, aliada a falhas constantes na operação, refletiu na percepção dos usuários. Em setembro de 2011, o metrô obteve a pior avaliação de sua história, segundo pesquisa realizada pelo Datafolha junto aos usuários do sistema. Em maio de 2015, havia 78,3 quilômetros de linhas, uma expansão de menos de oito quilômetros em cinco anos. Em 2011, a meta anunciada pelo governo do Estado era chegar a cem quilômetros de linhas até o fim de 2014, incluindo o monotrilho, o que só ocorreria no final de 2019. Com isso, a pequena rede de Metrô passou a transportar cada vez mais passageiros, principalmente na Zona Leste da cidade, que concentra mais de 3,6 milhões de habitantes e é servida em sua maior parte apenas pela Linha 3–Vermelha (algumas regiões são parcialmente atendidas pelas linhas 11 e 12 da CPTM, e, recentemente foi ampliada a Linha 2–Verde, porém apenas uma de suas novas estações encontra-se na Zona Leste) e pela Linha 15–Prata. O crescimento da demanda da Linha 3 foi tão alto ao ponto dela ser considerada a Linha de Metrô mais lotada do mundo, transportando cerca de 1,5 milhão de passageiros por dia (sendo mais de seiscentos mil oriundos apenas das estações da Zona Leste). Essa superlotação (que chegou a atingir dez passageiros por metro quadrado dentro dos vagões em 2009) tem gerado um grande número de falhas e panes no sistema do Metrô, afetando sua qualidade e provocando a mais baixa avaliação de qualidade da história do sistema pelos seus passageiros. Segundo entidades e especialistas da área de transportes, o número de passageiros ideal por metro quadrado em cada carro de passageiros é de no máximo seis passageiros.
A poluição sonora também é um dos principais problemas das linhas do metrô elevadas e em superfície, sobretudo as mais antigas, implantadas nas décadas de 1970 e 1980. Durante a implantação do Metrô nos anos 1970, não havia legislação ambiental regulamentada que regulasse o nível máximo de ruído produzido pelo sistema de Metrô, de forma que a passagem de trens nas linhas elevadas e em superfície chega a produzir sons de 75 a 80 dB (em alguns trechos como entre as estações Barra Funda e Marechal Deodoro ocorrem picos de 90 dB a 100 dB de níveis de ruído), similar ao de avenidas de alto tráfego, conforme constatado pela CPI da Poluição realizada em 2006 pela Câmara Municipal de São Paulo. A partir de 2011, a Cia do Metropolitano iniciou a instalação de barreiras acústicas nos trechos elevados da Linha 3 Vermelha.

### Corrupção

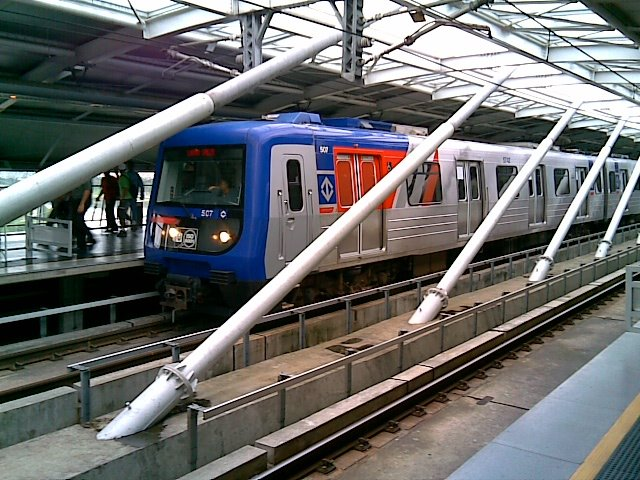
Trem da Alstom da Linha 5-Lilás

Em maio de 2008, o site do jornal O Estado de S. Paulo, republicando informações originalmente difundidas pelo jornal norte-americano The Wall Street Journal, revelou a existência de uma investigação conduzida pela polícia suíça acerca de um suposto pagamento de propinas (num valor estimado em 6,8 milhões de dólares) pela multinacional francesa Alstom a funcionários do Governo do Estado de São Paulo, visando obter um contrato de 45 milhões de reais para fornecer equipamentos utilizados nas obras de expansão do metrô paulistano. A polícia suíça solicitou a colaboração de seus pares na França e no Brasil para elucidar o caso e repassou às autoridades locais uma lista com 24 nomes de pessoas suspeitas de participar do esquema em diferentes países - entre eles um brasileiro, intermediário de um político não identificado, que teria negociado com a Alstom apoio junto ao Governo do Estado para a obtenção do contrato supracitado em troca de uma "comissão" de 7,5% do valor contratado. O caso, apelidado de "propinoduto", voltou à pauta da imprensa em fevereiro de 2011, quando o portal R7 publicou uma reportagem informando sobre a existência de novas informações sigilosas, fornecidas por uma testemunha anônima, que teria acompanhado de perto os contratos firmados entre o governo paulista e a Alstom. Entre as novidades trazidas ao caso, está o alegado envolvimento de uma outra multinacional, a alemã Siemens, no pagamento de propinas a membros do governo paulista para a obtenção de contratos com o Metrô de São Paulo e com a CPTM, relacionados à aquisição de trens e à construção da Linha 5 do metrô. O governo de José Roberto Arruda, então filiado ao partido Democratas (DEM), também foi implicado nas denúncias de corrupção, por meio de contratos para prestação de serviços ao Metrô do Distrito Federal. Em notas oficiais, as multinacionais Alstom e Siemens negaram quaisquer irregularidades, afirmando que as denúncias "não foram comprovadas e não estão embasadas em provas concretas." O Metrô de São Paulo também afirma desconhecer os fatos mencionados e diz que seus contratos "obedecem à legislação específica que norteia a lisura do processo licitatório".
Novas provas de corrupção surgiram em julho de 2013, por investigações na Alemanha e na Suíça, e acordo de delação premiada entre o Cade e a Siemens. O caso ganhou os apelidos de "propinoduto tucano" e "trensalão". Também surgiram evidência de participação de funcionários dos Governos Estaduais de SP e DF, além de movimentações em contas em paraísos fiscais que indicam prática de caixa 2 e provável pagamento de propina.

### Desabamentos

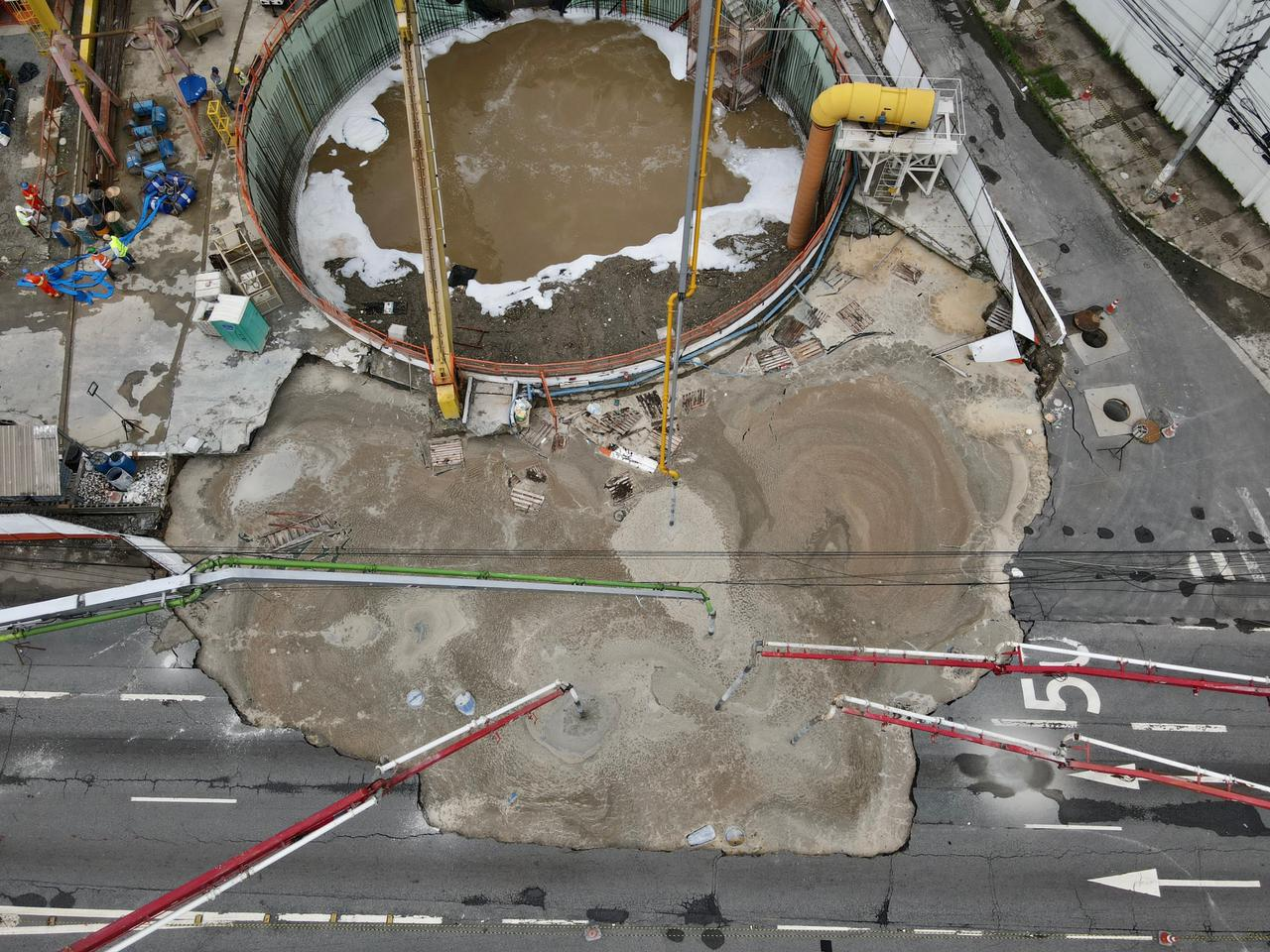
Obras de recuperação da área atingida pelo desabamento ocorrido no início de fevereiro de 2022

Em 12 de janeiro de 2007, um desabamento de grandes proporções ocorreu nas obras da Estação Pinheiros, da Linha 4-Amarela do Metrô de São Paulo, abrindo uma cratera de oitenta metros de diâmetro. Durante o desabamento, o solo cedeu rapidamente, engolindo caminhões, máquinas, carros e pessoas que circulavam pelo local. Na ocasião, sete pessoas morreram e 79 famílias tiveram suas casas interditadas. Após a ocorrência, quatorze funcionários envolvidos no acidente tornaram-se réus na Justiça, mas todos foram absolvidos das acusações de negligência.
Em 1 de fevereiro de 2022, na obra de expansão da Linha 6–Laranja, houve um rompimento na tubulação de esgoto, trazendo um excedente de água para o interior do túnel em construção próximo à Ponte do Piqueri, ocasionando o desmoronamento de parte da Marginal Tietê. A grande cratera formada engoliu a via local da Marginal, causando grandes problemas à circulação do transito durante a ocasião. Em função do incidente, alguns trabalhadores tiveram contato com a água contaminada vinda do canal poluído que a perfuratriz atingiu, necessitando de tratamento médico.
Em 20 de maio de 2024, novamente nas obras da Linha 6-Laranja, com a passagem do tatuzão na região, houve o surgimento de uma nova cratera, na quadra de esportes de um condomínio nas proximidades da Estação Itaberaba - Hospital Vila Penteado. Não houve vítimas, já que o local já estava isolado e estava sendo monitorado devido as condições atípicas do solo da região. Com o surgimento da cratera, partes da avenida próxima ao condomínio foi interditada.

### Sítios arqueológicos
Em 2022, durante as obras de construção da Estação 14 Bis, da Linha 6-Laranja, foi encontrado um sítio arqueológico com vestígios de povos quilombolas e negros. Para a análise e preservação dos materiais encontrados, as obras da estação foram paralisadas. Em 2024, o nome da futura estação 14 Bis foi alterado para 14 Bis - Saracura, em homenagem ao quilombo Saracura, cujos vestígios arqueológicos foram encontrados onde a estação está sendo construída.
Em 2023, em outro local de obras da Linha 6-Laranja, onde ficará um poço de ventilação, próximo a Estação São Joaquim, foi encontrado outro sítio arqueológico com vestígios de origem quilombola e negra, que foi denominado de Sítio Lavapés.